# Melrose Place
Pour les articles homonymes, voir MP et Melrose Place : Nouvelle Génération.
Melrose Place : Nouvelle Génération
Melrose Place, ou Place Melrose au Québec, est un feuilleton télévisé américain constitué de 226 épisodes dont deux épisodes de 90 minutes et 224 épisodes de 42 minutes. Il a été créé par Darren Star et diffusé entre le 8 juillet 1992 et le 24 mai 1999 sur le réseau FOX. C'est une série dérivée de Beverly Hills 90210, elle a ensuite donné naissance à sa propre série dérivée Models Inc. et à une reprise, Melrose Place : Nouvelle Génération.
En France, le feuilleton a été diffusé entre le 20 mai 1995 et le 10 mars 2000 sur TF1 puis rediffusé à partir du 4 septembre 2006 sur TMC, dès le 17 août 2009 sur NRJ 12, dès le 1er décembre 2008 sur Filles TV / June, depuis le 27 janvier 2013 sur Chérie 25 (saisons 5-7) et entre le 26 août 2013 et le 10 septembre 2013 sur RTL9 (1.01 à 1.13) puis reprise entre le 25 novembre 2013 et le 7 février 2014 sur RTL9 (1.14 à 3.32) ainsi qu'à partir du 25 août 2014 sur AB1. Elle est rediffusée sur TF1 Séries Films en 2019 et sur TF6 en 2006. Au Québec, elle a été diffusée à partir du 9 janvier 1996 sur le réseau TVA. La série a également été diffusée en Belgique dès 1992 sur RTL-TVI puis La Deux au Luxembourg aussi sur RTL TV et en Suisse sur la TSR.
La série a été disponible du 6 juin 2019 au 31 août 2023 sur la plateforme MY TF1 (France)
La série a sa propre chaîne 24/24H sur la plateforme gratuite Pluto TV depuis le 30 juin 2022.

## Synopsis
Le 4616 Melrose Place est une résidence située à West California, en Californie où vit un groupe de trentenaires dans un petit complexe de huit appartements, avec une piscine au centre de la cour. La résidence a d'abord été gérée par Jane et Michael Mancini, pour le compte d'un propriétaire (qui n'a d'existence pour le téléspectateur que lorsque Michael lui téléphone) dans la première saison. Puis elle a été achetée par le père d'Amanda Woodward qui la lui cède dans la foulée. À la fin de la saison 7, Lexi Sterling rachète la propriété.
La série met en scène un groupe de trentenaires célibataires ainsi que les différentes épreuves plus ou moins dramatiques auxquelles ils doivent faire face. Chacun d'entre eux sera au cours de la série frappé par un terrible malheur (accident de voiture, tentative de meurtre, vol de bébé, escroqueries, alcoolisme, folie, maladie, explosion du complexe immobilier, manigances, complots, chantage, infidélités qui ont rythmé l'ensemble des saisons de Melrose Place).
Leur vie sentimentale est également très aléatoire, chacun des membres de la résidence s'étant mis en couple à tour de rôle.
Les personnages principaux: Amanda Woodward, Alison Parker, Billy Campbell, Dr Michael Mancini et Sydney Andrews offrent à la série des intrigues assez mouvementées.
Chaque saison a un rythme particulier. À compter de la saison 2, on peut observer une certaine cruauté qui s'installe. La saison 3 est axée sur la folie et le côté malsain et la saison 4 tournée sur la violence. À partir de la saison 5, le rythme s'adoucit pour laisser place a une ambiance plus mélodramatique.

## Fiche technique
- Titre original : Melrose Place
- Titre français : Melrose Place
- Titre québécois : Place Melrose
- Création : Darren Star[11]
- Showrunners : Darren Star (1-3), Frank South (4-6), Carol Mendelsohn & Charles Pratt Jr. (7)
- Scénaristes notables : Darren Star, Charles Pratt Jr, Frank South, Carol Mendelsohn, Dee Johnson, James Kahn, Allison Robbins, Kimberly Costello, Cynthia Cohen, Antoinnette Stella
- Décors : Deborah Siegel (185 épisodes, 1992-1998) et Deborah Cosentino (30 épisodes, 1998-1999)
- Costumes : Denise Wingat (112 épisodes, 1992-1996), Kirsten Everberg (13 épisodes, 1992)
- Musique : Tim Truman, Eddie Arkin, Ken Harrison et Michael Tavera
- Production : Aaron Spelling (1-7), E. Duke Vincent (1-7), Darren Star (1-3), Chip Hayes (1-6), Charles Pratt Jr (7), Frank South (5-6), Carol Mendelsohn (7)
- Sociétés de production : Darren Star Productions (1992-1995), Spelling Television (1992-1999)
- Sociétés de distribution[12] : Worldvision Enterprises
- Pays d'origine :  États-Unis
- Langue d'origine : anglais
- Format : Couleurs - 35 mm - 1,78:1 - Son stéréo
- Genre : prime time serial[12]
- Durée : 45 minutes[12]
- Dates de première diffusion :
  -  États-Unis : 8 juillet 1992 Fox
  -  France : 20 mai 1995 (TF1)

## Distribution
La série a démarré avec huit acteurs principaux au générique. La distribution s'étoffe chaque saison pour atteindre jusqu'à quatorze acteurs crédités au générique de la saison 5. Pour l'ultime saison, et face à l'érosion des audiences, la distribution est réduite à huit acteurs.
Thomas Calabro est le seul acteur présent dans la série du début jusqu'à la fin. Heather Locklear apparaît dans tous les épisodes à partir du 1.21 (soit 206 épisodes).

### Acteurs principaux
Classement des acteurs en fonction du nombre d'épisodes dans lesquels ils sont apparus.
| Acteur                | Personnage       | VF                | Saisons                                        | Nombres d'épisodes |
| Thomas Calabro        | Michael Mancini  | Vincent Violette  | saisons 1 à 7                                  | 219 épisodes       |
| Heather Locklear      | Amanda Woodward  | Dominique Dumont  | saisons 2 à 7 - invitée saison 1               | 199 épisodes       |
| Andrew Shue           | Billy Campbell   | Vincent Ropion    | saisons 1.01 à 7.07                            | 192 épisodes       |
| Josie Bissett         | Jane Mancini     | Isabelle Maudet   | saisons 1.01 à 5.15 et 7, invitée saison 6     | 172 épisodes       |
| Courtney Thorne-Smith | Alison Parker    | Virginie Mery     | saisons 1 à 5                                  | 160 épisodes       |
| Doug Savant           | Matt Fielding    | Emmanuel Curtil   | saisons 1.01 à 6.01                            | 160 épisodes       |
| Grant Show            | Jake Hanson      | Thierry Ragueneau | saisons 1 à 5                                  | 158 épisodes       |
| Laura Leighton        | Sydney Andrews   | Joëlle Guigui     | saisons 2 à 5 - invitée saison 1               | 127 épisodes       |
| Marcia Cross          | Kimberly Shaw    | Blanche Ravalec   | saisons 4.01 à 5.27 - récurrente saisons 1 à 3 | 114 épisodes       |
| Daphne Zuniga         | Jo Reynolds      | Déborah Perret    | saisons 1.15 à 4.32                            | 111 épisodes       |
| Jack Wagner           | Peter Burns      | Patrick Laplace   | saisons 4 à 7 - récurrent saison 3             | 139 épisodes       |
| Rob Estes             | Kyle McBride     | Maurice Decoster  | saisons 5 à 7                                  | 96 épisodes        |
| Kelly Rutherford      | Megan Lewis      | Céline Duhamel    | saisons 5 à 7                                  | 90 épisodes        |
| Brooke Langton        | Samantha Reilly  | Laurence Dourlens | saisons 5.01 à 7.07 - invitée saison 4         | 68 épisodes        |
| Lisa Rinna            | Taylor McBride   | Rafaèle Moutier   | saisons 5.01 à 7.07                            | 66 épisodes        |
| Jamie Luner           | Lexi Sterling    | Gaëlle Savary     | saisons 6.04 à 7.35                            | 58 épisodes        |
| David Charvet         | Craig Field      | Alexandre Gillet  | saison 6 - récurrent saison 5                  | 46 épisodes        |
| Alyssa Milano         | Jennifer Mancini | Magali Barney     | saisons 6.01 à 7.07 - récurrente saison 5      | 40 épisodes        |
| Linden Ashby          | Brett Cooper     | Luc Boulad        | saisons 6.01 à 7.07                            | 35 épisodes        |
| Vanessa Williams      | Rhonda Blair     | Dorothée Jemma    | saison 1                                       | 32 épisodes        |
| Kristin Davis         | Brooke Armstrong | Élisabeth Fargeot | saison 4.01 à 4.22 - récurrente saison 3       | 32 épisodes        |
| John Haymes Newton    | Ryan McBride     | Érik Colin        | saison 7                                       | 27 épisodes        |
| Amy Locane            | Sandy Harling    | Danièle Douet     | saison 1 (jusqu'à l'épisode 13)                | 13 épisodes        |

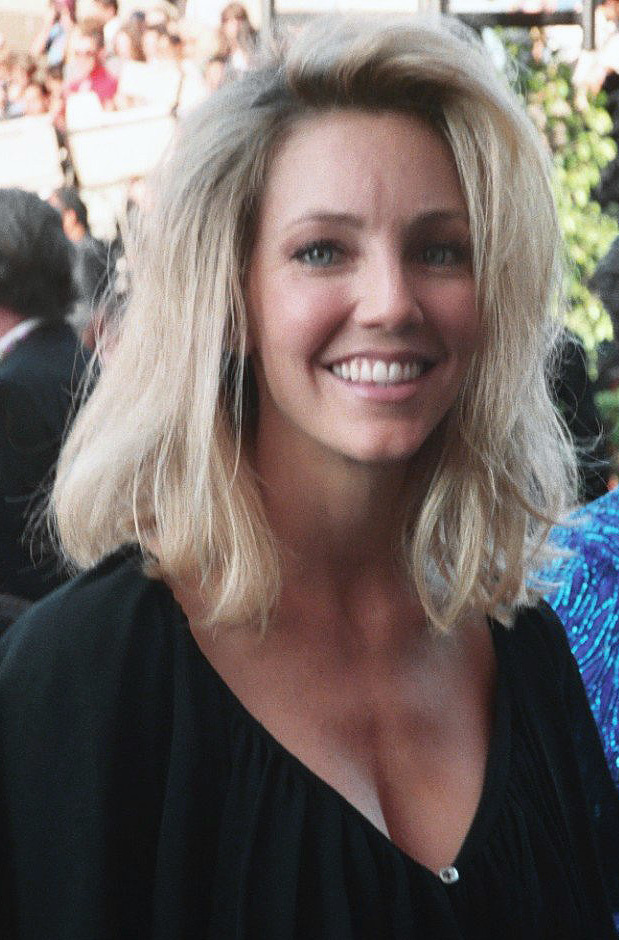
Heather Locklear
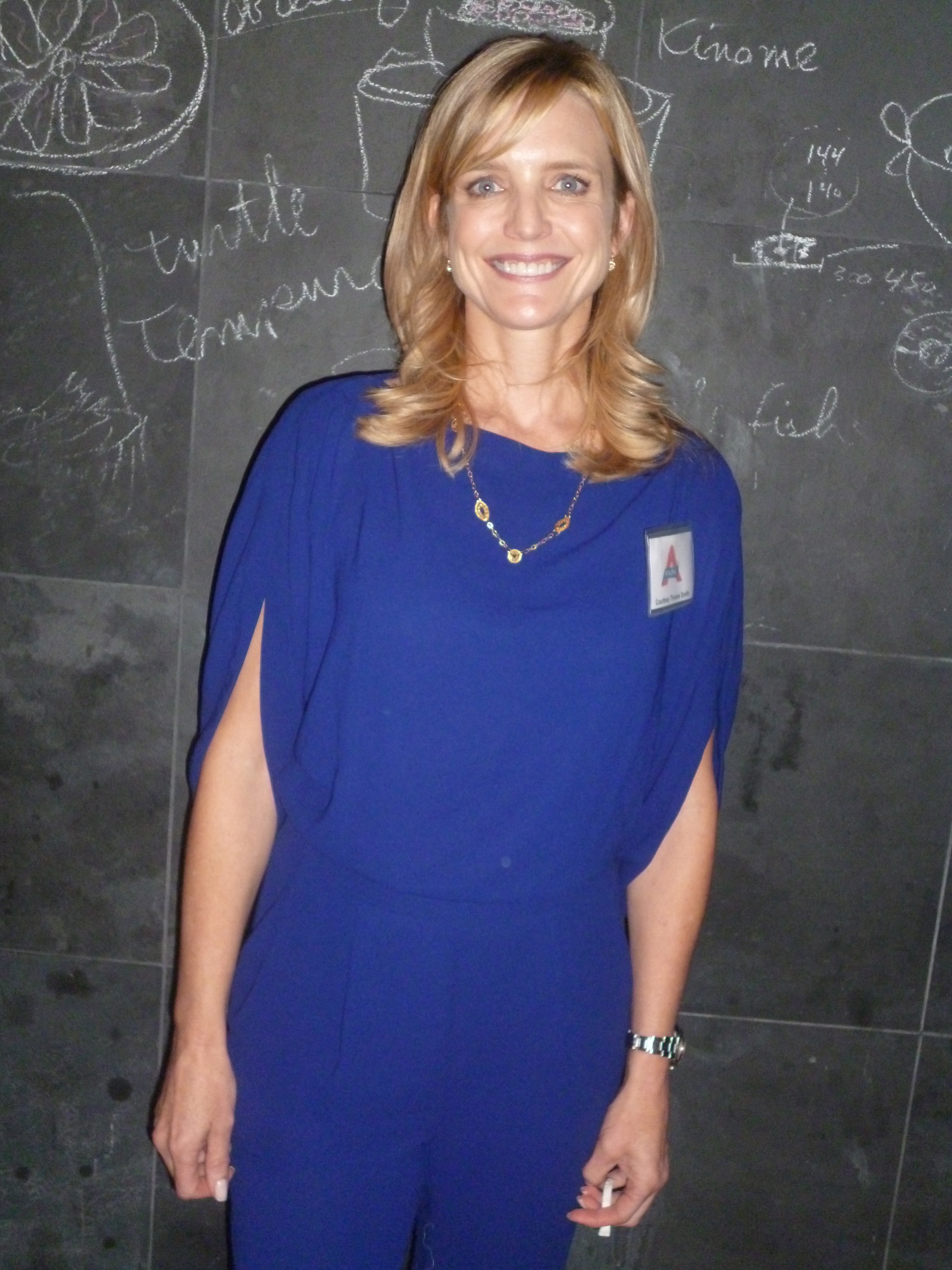
Courtney Thorne-Smith
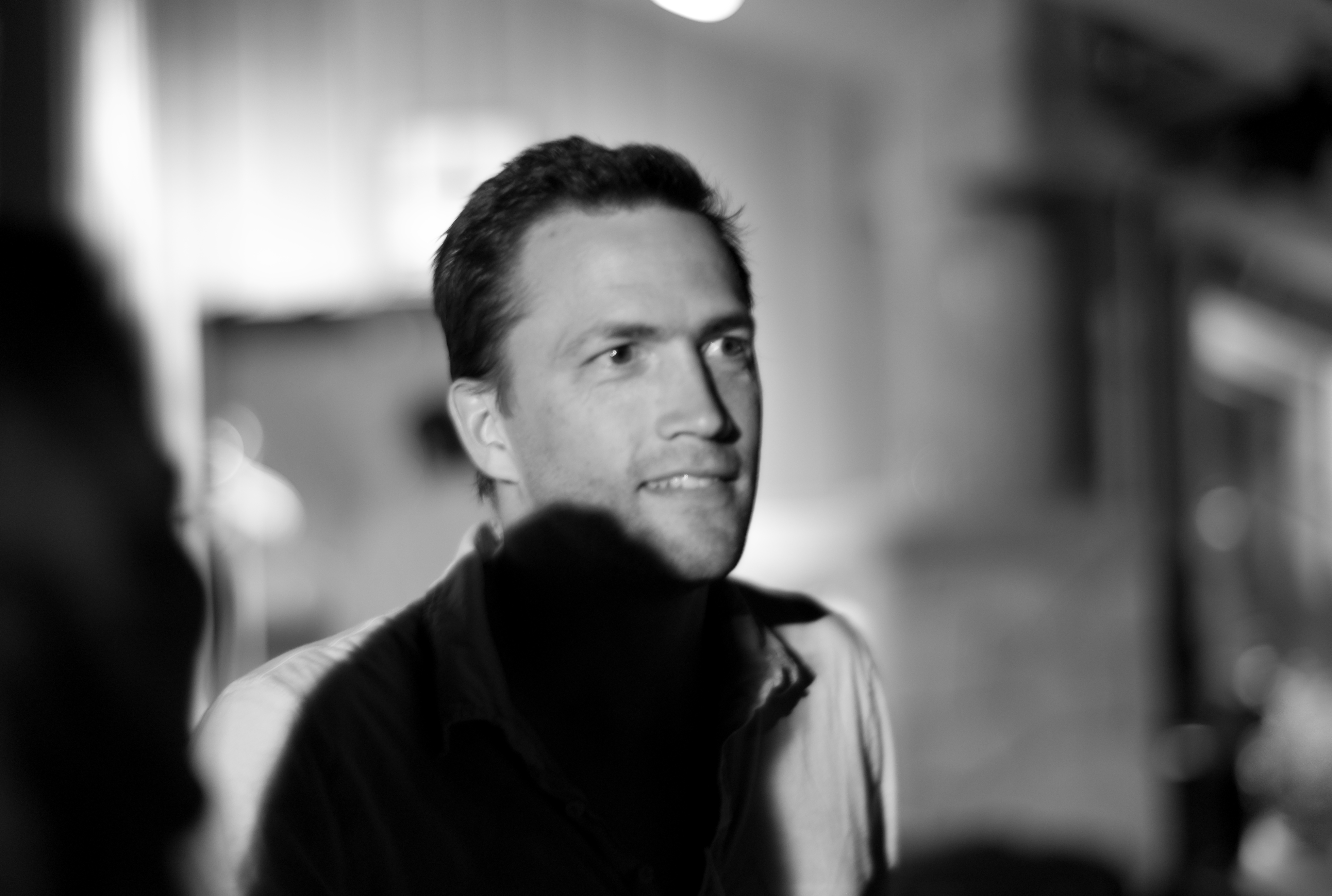
Andrew Shue
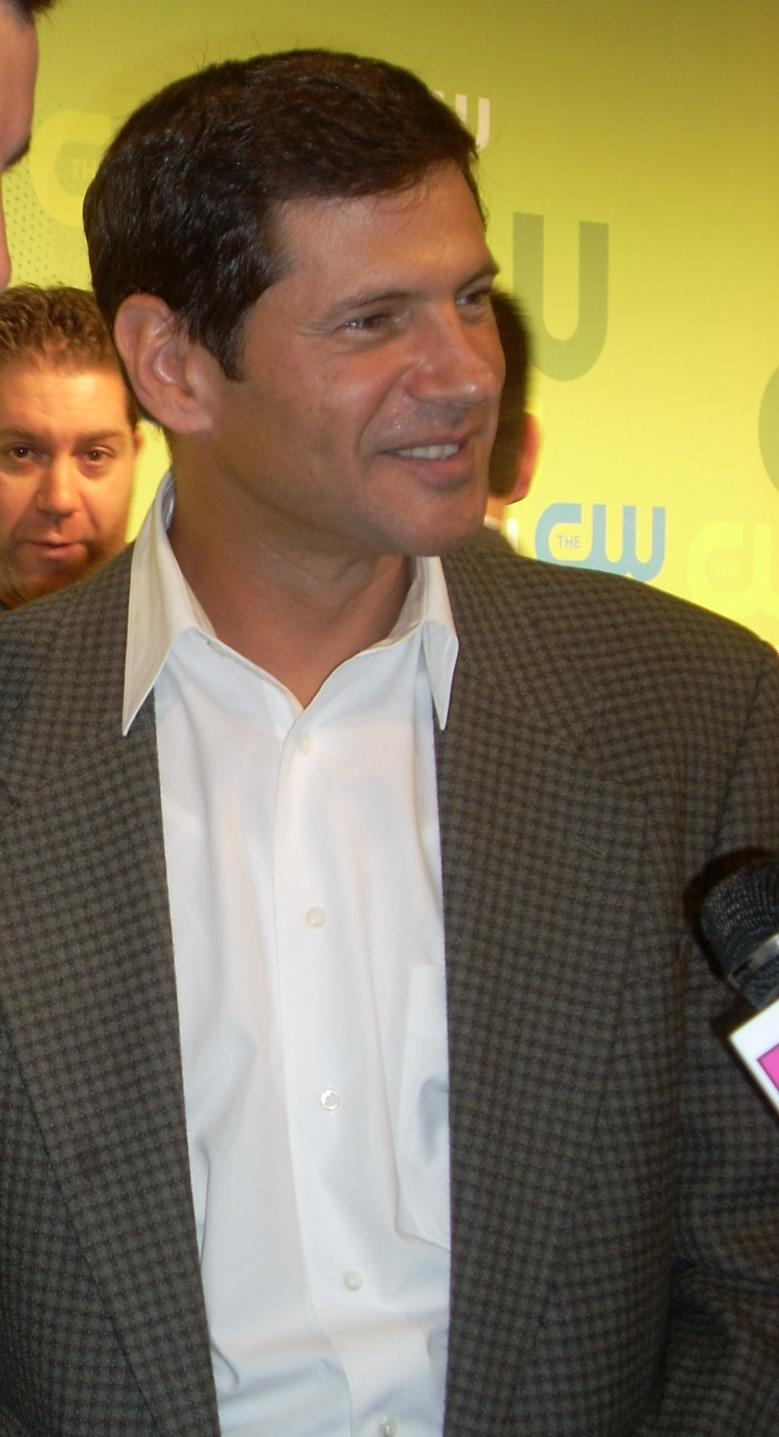
Thomas Calabro
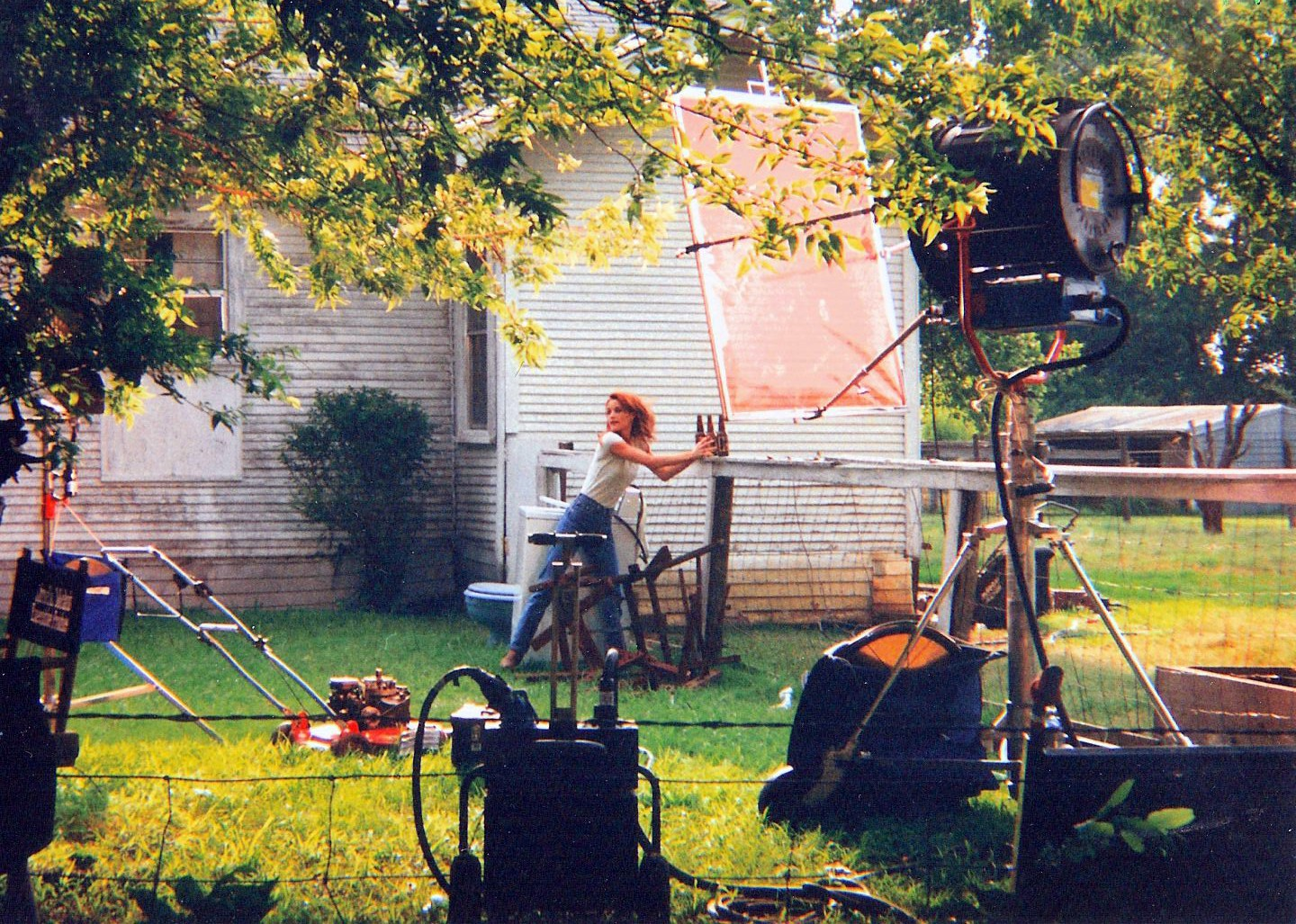
Laura Leighton
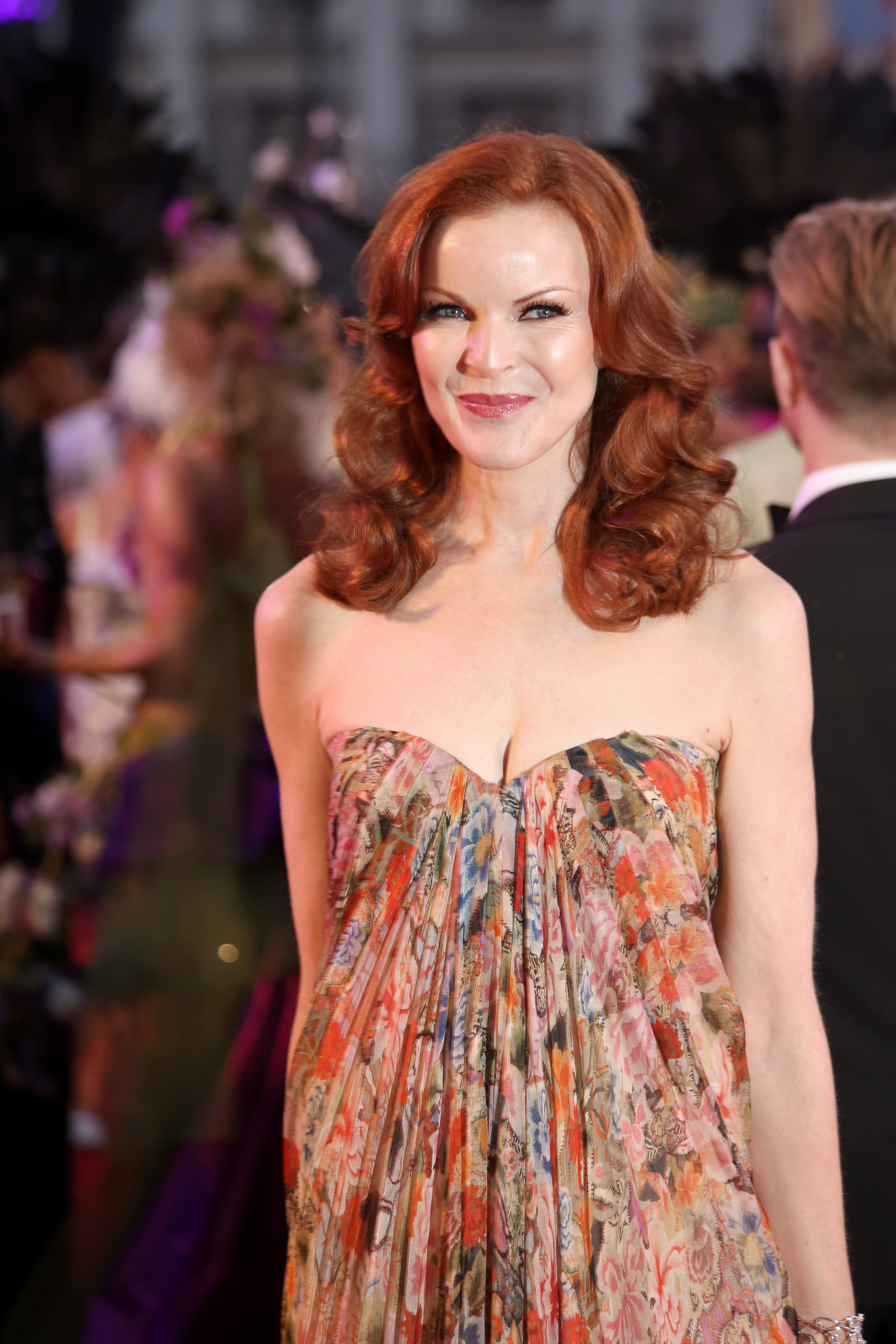
Marcia Cross
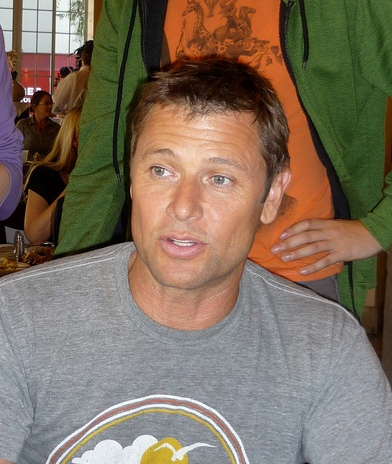
Grant Show
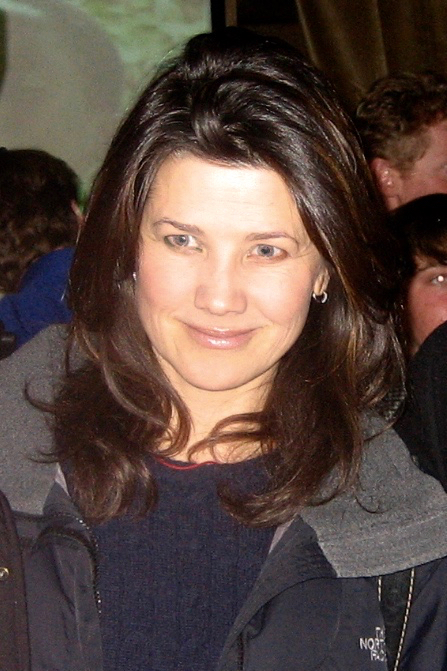
Daphne Zuniga
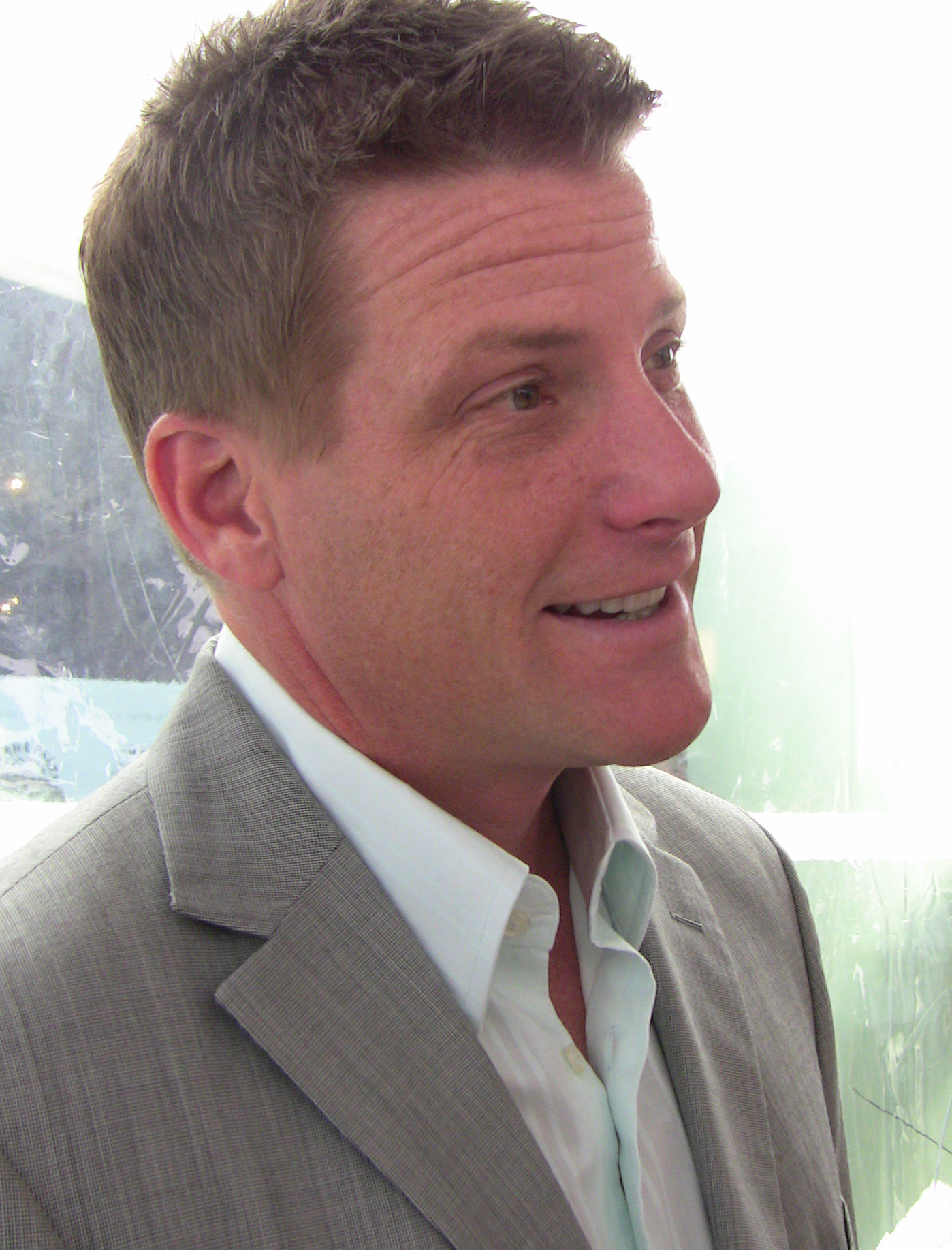
Doug Savant
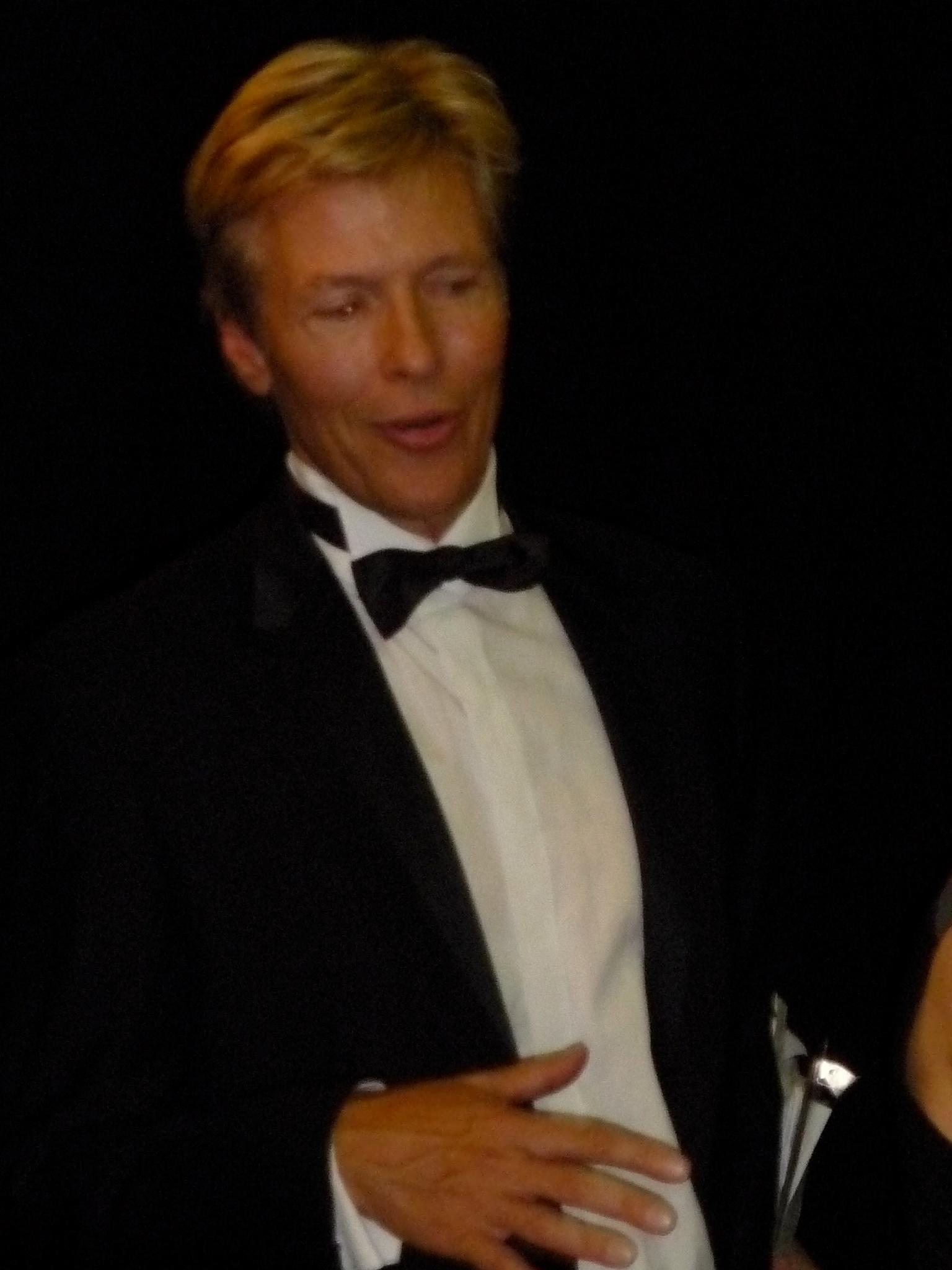
Jack Wagner
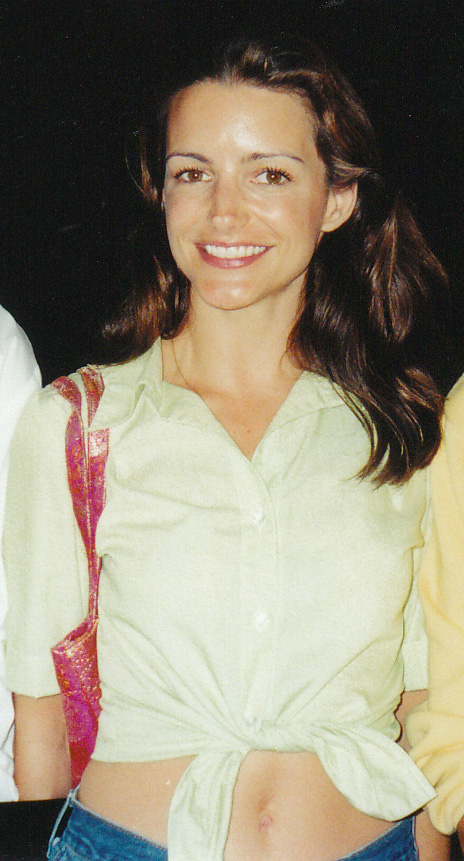
Kristin Davis
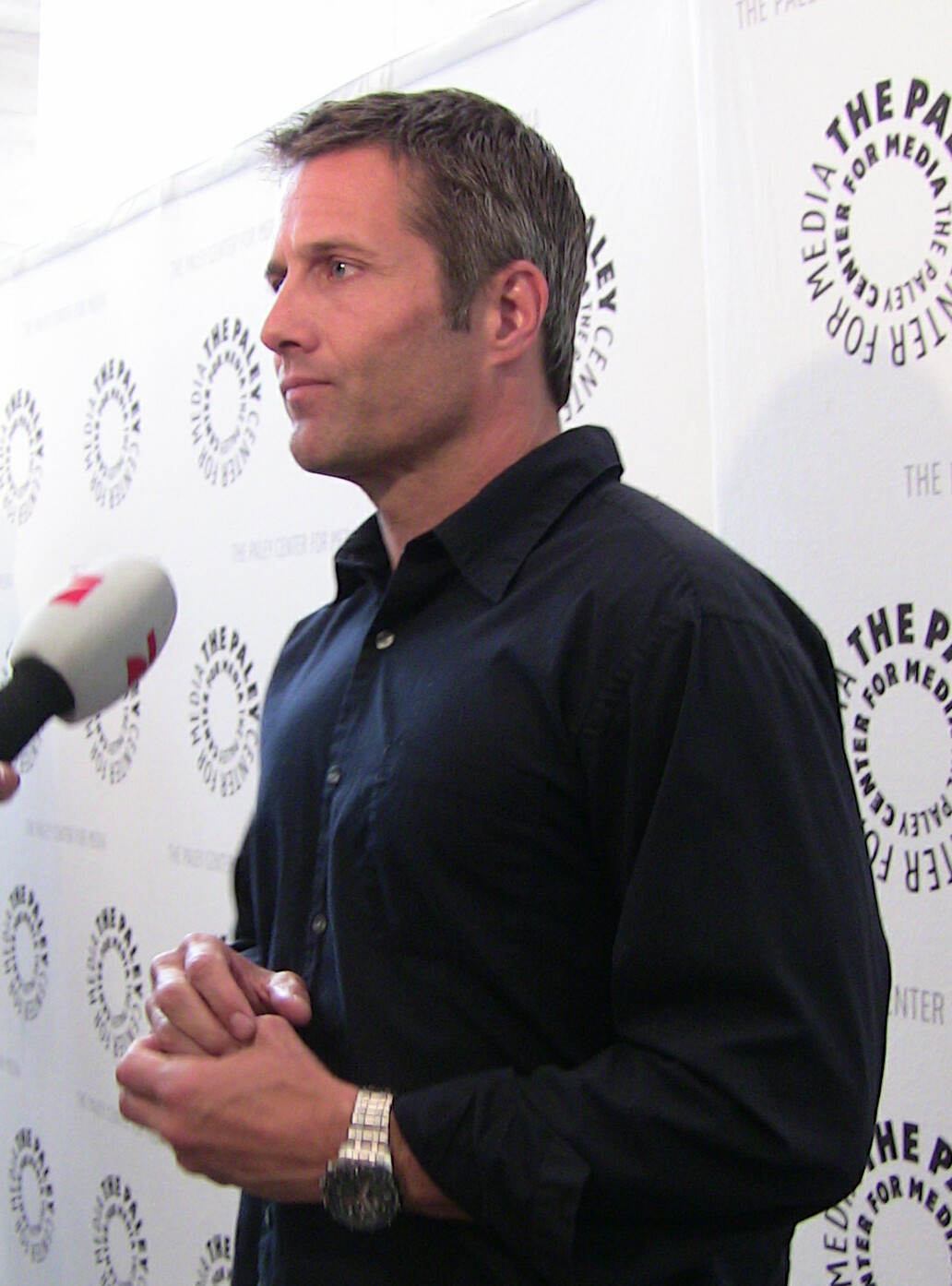
Rob Estes
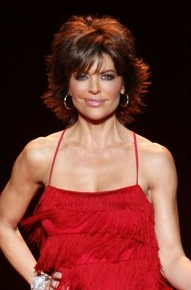
Lisa Rinna

### Acteurs secondaires
- Jennie Garth (VF : Emmanuelle Pailly) : Kelly Taylor (Épisodes 1.01-1.03)
- Ian Ziering (VF : Lionel Melet) : Steve Sanders (Épisodes 1.01-1.03)
- Brian Austin Green (VF : Gilles Laurent) : David Silver (Épisodes 1.01-1.03)
- Tori Spelling (VF : Stéphanie Murat) : Donna Martin (Épisodes 1.01-1.02)
- Christian Bocher : Peter (Épisodes 1.03)
- Nestor Carbonell : Alex (Épisodes 1.03)
- Denise Gentile : Margot (Épisodes 1.03)
- Carmen Argenziano (VF : François Chaumette) : Dr Stanley Levin (1992-1995)
- James Handy (VF : Serge Bourrier) : Matt Fielding Sr. (1992-1995)
- John Marshall Jones : Terrence Haggard (1992-1993)
- Claudette Nevins (VF : Maria Tamar) : Constance Fielding (1.14, 3.11, 4.01, 4.07-4.08, 5.22-5.24, 7.01)
- Sydney Walsh (VF : Laurence Charpentier) : Kay Beacon (1992-1994)
- Nigel Gibbs : Detective Wylie (1992-1996, 7 épisodes)
- Meg Wittner : Nancy Donner (1993-1994)
- Famke Janssen : Diane Adamson (1993)
- Steven Eckholdt (VF : Antoine Nouel) : Robert Wilson (1993)
- Beata Pozniak (VF : Michèle Brulé) : Katya Petrova (1993)
- Mara Wilson (VF : Joëlle Guigui) : Nikki Petrova (1993)
- Janet Caroll (VF : Marie-Laure Beneston) : Marion Shaw (1993-1997, 7 épisodes)
- James Wilder (VF : Serge Faliu) : Reed Carter (1994)
- Cassidy Rae (VF : Magali Barney) : Sarah Owens (1994)
- Stanley Kamel (VF : Julien Thomast) : Bruce Teller (1994)
- Jeff Kaake (VF : Yves-Marie Maurin) : Chas Russell (1994)
- Andrew Williams (VF : Régis Reuilhac) : Chris Marchette (2.31-2.32, 3.02-3.13)
- Cheryl Pollak : Susan Madsen (3.07-3.14)
- David Beecroft (VF : Jean-Pierre Leroux) : Dr Paul Graham (1995)
- Ramy Zada (VF : Bernard Tiphaine) : Martin Abbott (1995)
- Francis X. McCarthy : Dr Calvin Hobbs (1995, 7 épisodes)
- Dan Cortese (VF : Antoine Nouel) : Jess Hanson (Épisodes 3.24-3.32)
- Hudson Leick (VF : Michèle Lituac) : Shelly Hanson (1995)
- Francis McCarthy (VF : Paul Bisciglia) : Calvin Hobbs (1995)
- Perry King (VF : Bernard Woringer) : Hayley Armstrong (1995)
- Selma Archerd : Nurse Amy (1995-1999)
- Lonnie Schuyler (VF : Pierre Laurent) : Alan Ross (1995-1996)
- Dey Young : Dr Irene Shulman (1996-1999)
- Lynn Meneses : Nurse Lynn (1996-1999)
- Rob Youngblood (VF : Laurent Morteau) : Dave Erickson (1996)
- Brad Johnson (VF : Gérard Rinaldi) : Dominick O'Malley (1996)
- Michael Des Barres (VF : Jean-Luc Kayser) : Arthur Field (1996)
- Greg Evigan (VF : Jean-Pierre Falloux) : Dr Dan Hathaway (Épisodes 5.05-5.16)
- Stacy Haiduk : Colleen Patterson (Épisodes 5.20-5.21, 5.28, 5.32-5.34)
- Katie Wright (VF : Sylvie Jacob) : Chelsea Fielding (Épisodes 5.23-6.01)
- Tony Denison (VF : Patrick Floersheim) : Jim Reilley (Épisodes 5.24-5.34)
- Terri Johnson : Julie (1996-1999)
- Scott Plank (VF : Thierry Redler) : Nick Reardon (1997-1998)
- Mark L. Taylor : Dr Louis Visconti (1997-1999)

### Acteurs réguliers
Saison 1
- Deborah Adair (VF : Liliane Patrick) : Lucy Cabot (1.04,1.12-1.13,1.19-1.21,1.25,1.27,1.29,1.30,1.32)
- Marcia Cross (VF : Blanche Ravalec) : Dr Kimberly Shaw (1.11,1.18,1.25-1.26,1.28-1.32)
- William R. Moses (VF : Patrick Messe) : Keith Gray (1.12-1.14, 1.22-1.25, 1.32)
- Wayne Tippit (VF : Gérard Dessalles) : Palmer Woodward (1.24, 1.31, 1.32)

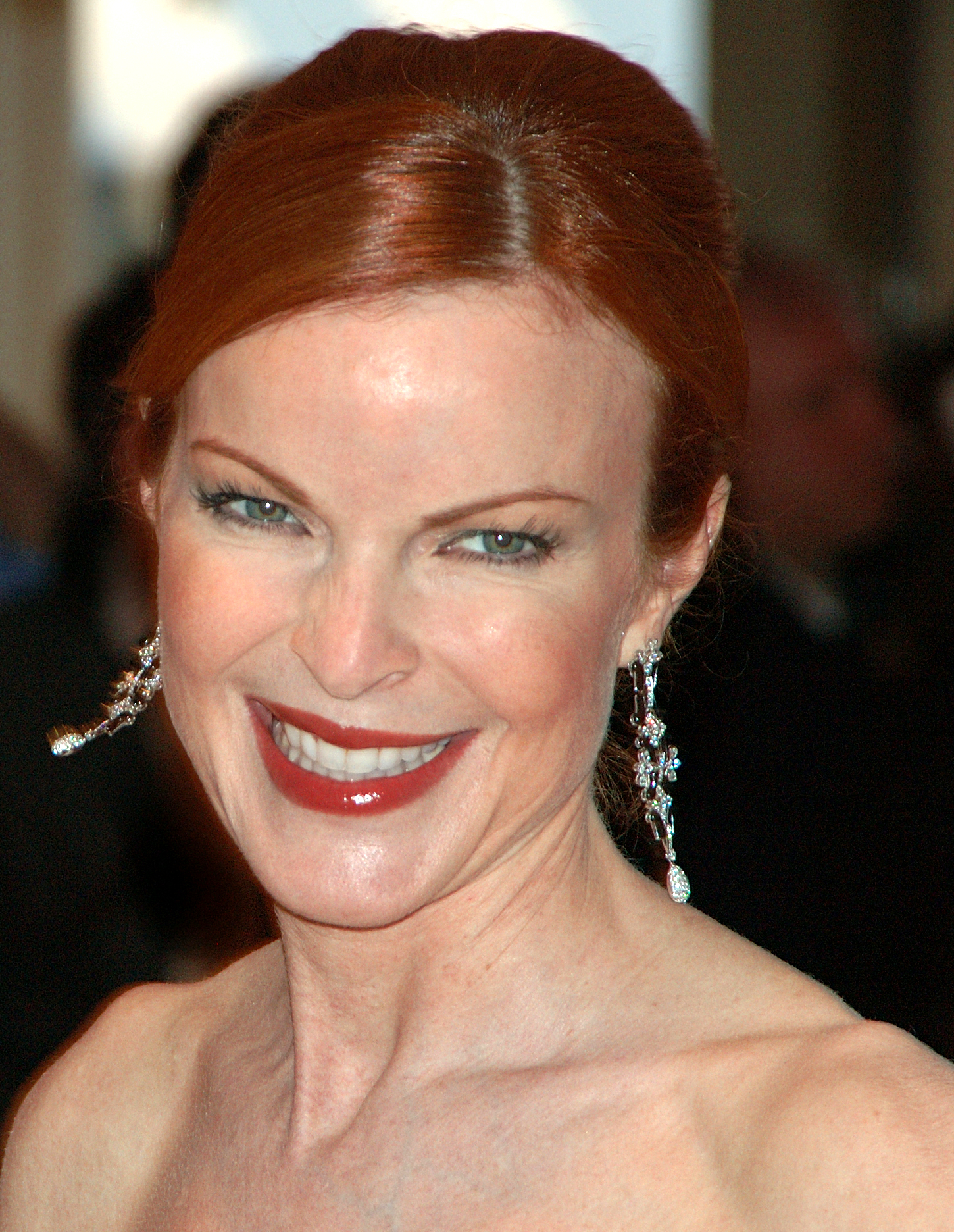
Marcia Cross

Saison 2
- William R. Moses (VF : Patrick Messe) : Keith Gray (2.01-2.03)
- Wayne Tippit (VF : Gérard Dessalles) : Palmer Woodward (2.08, 2.10, 2.12, 2.14, 2.16)
- Kristian Alfonso (VF : Colette Nucci) : Lauren Etheridge (2.11-2.13, 2.15, 2.26, 2.29, 2.30)
- Jason Beghe (VF : Olivier Destrez) : Jeffrey Lindley (1994-1995)
- Parker Stevenson (VF : Edgar Givry) : Steve McMillan (1993-1994)
- Linda Gray (VF : Évelyn Séléna) : Hillary Michaels (Épisodes 2.28-2.32)

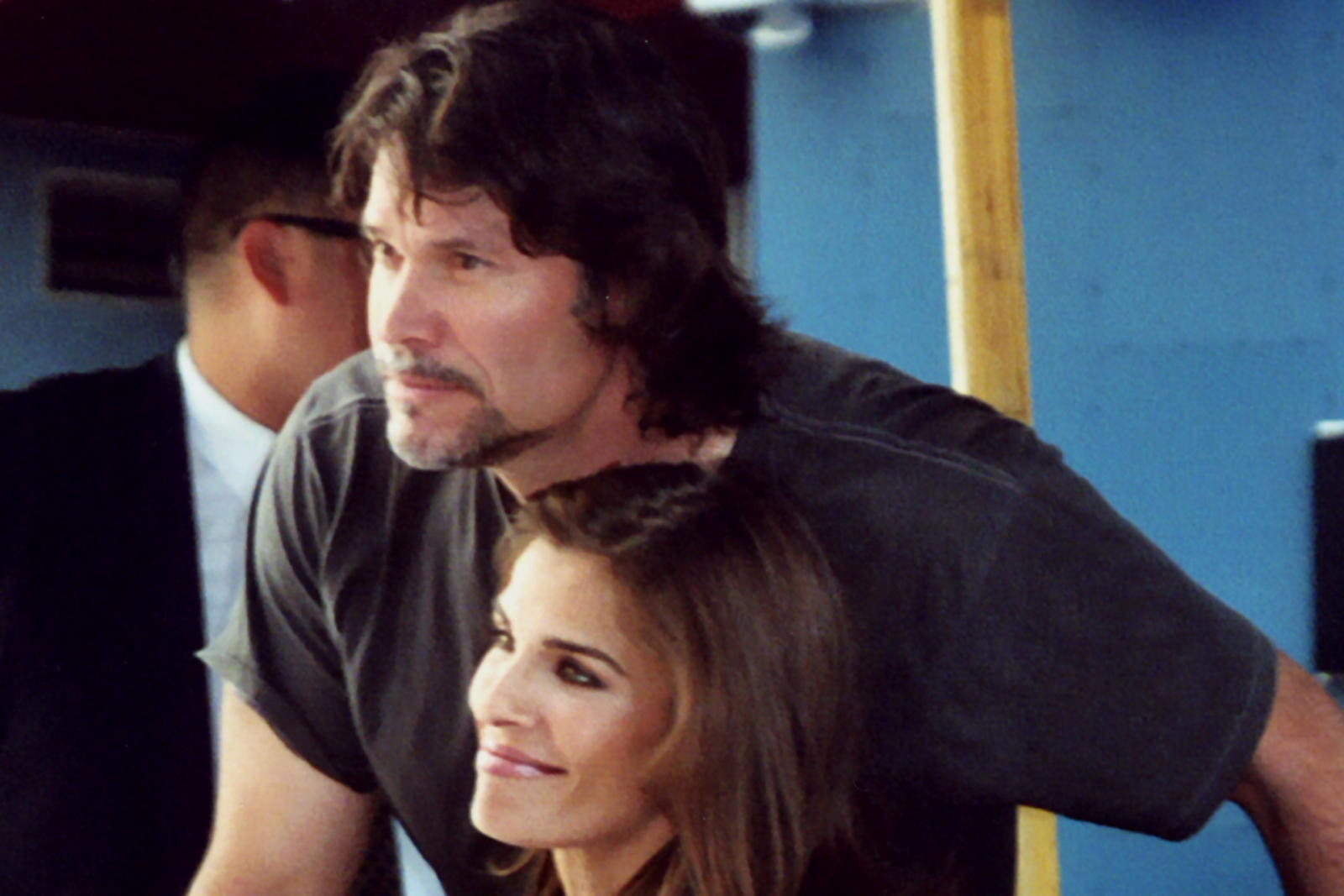
Kristian Alfonso
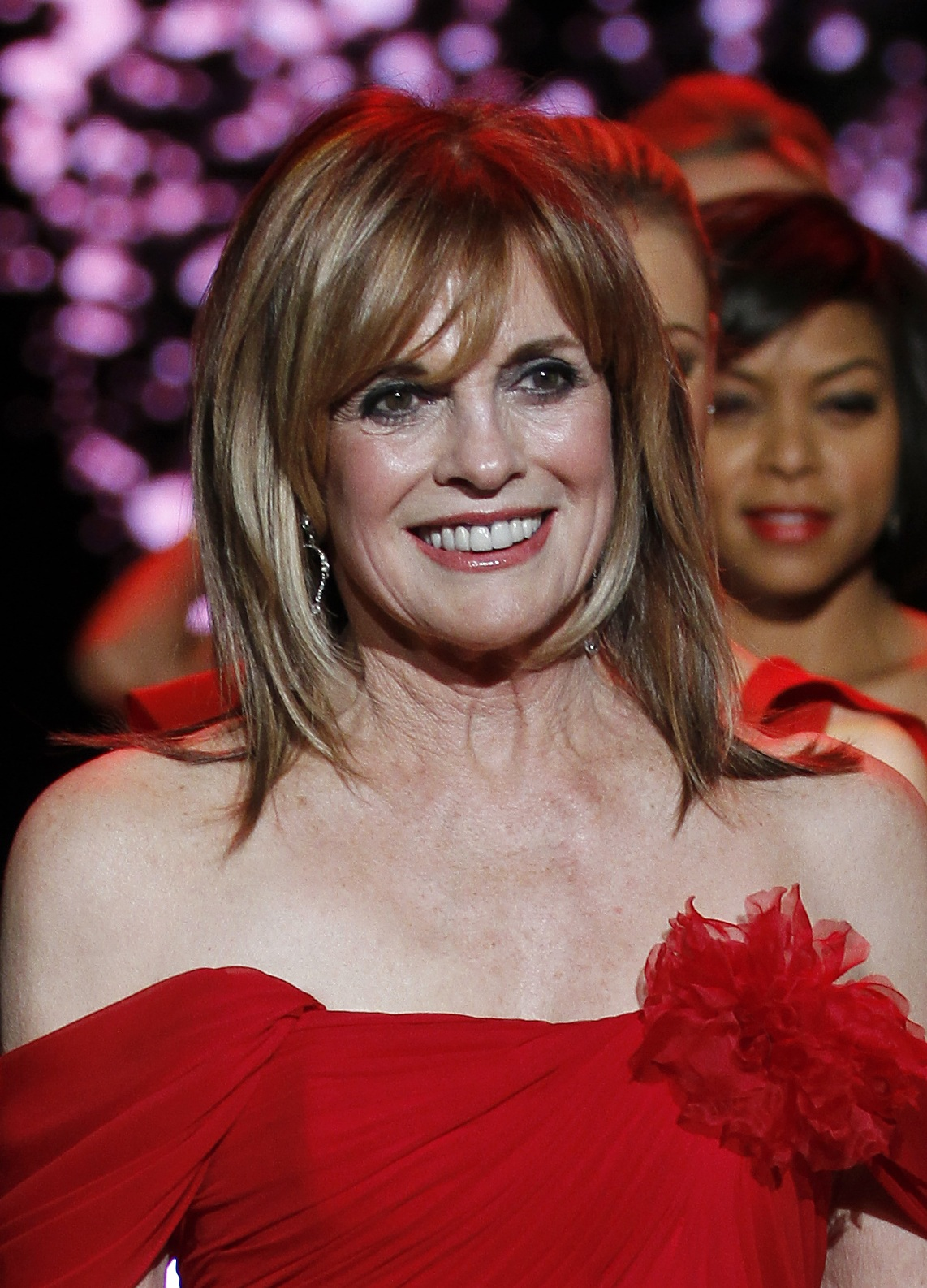
Linda Gray

Saison 3
- Wayne Tippit (VF : Gérard Dessalles) : Palmer Woodward (3.02, 3.03, 3.04, 3.05, 3.15)
- Kathy Ireland (VF : Rafaèle Moutier) : Brittany Maddocks (1994)
- Jasmine Guy (VF : Maïk Darah) : Caitlin Mills (1995)
- David James Elliott (VF : Jean-Philippe Puymartin) : Terry Parsons (3.14-3.17)
- Traci Lords (VF : Sophie Gormezzano) : Rikki Abbott (3.17-3.21)
- Kristin Davis (VF : Élisabeth Fargeot) : Brooke Armstrong (3.23-3.32)
- Harrison Page (VF : Pascal Renwick) : Sarge  (Épisodes 3.27 et 3.28)
- Patrick Muldoon (VF : Antoine Tomé) : Richard Hart (Épisodes 3.31-3.32)

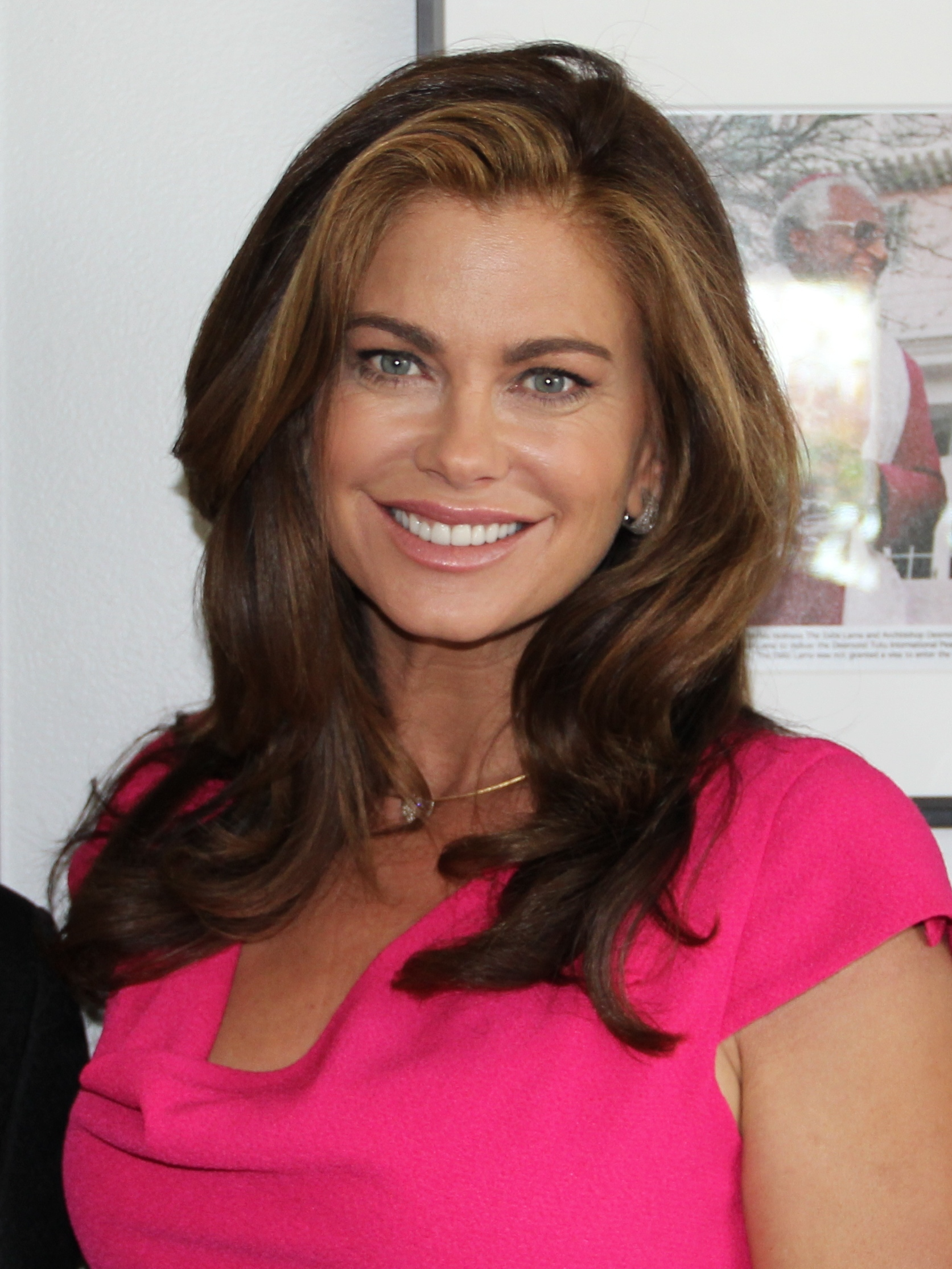
Kathy Ireland
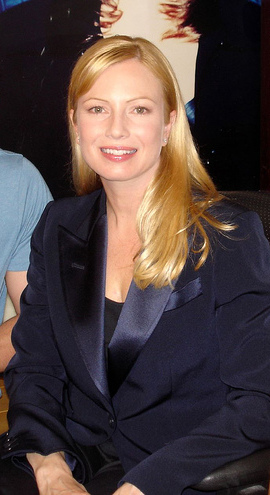
Traci Lords
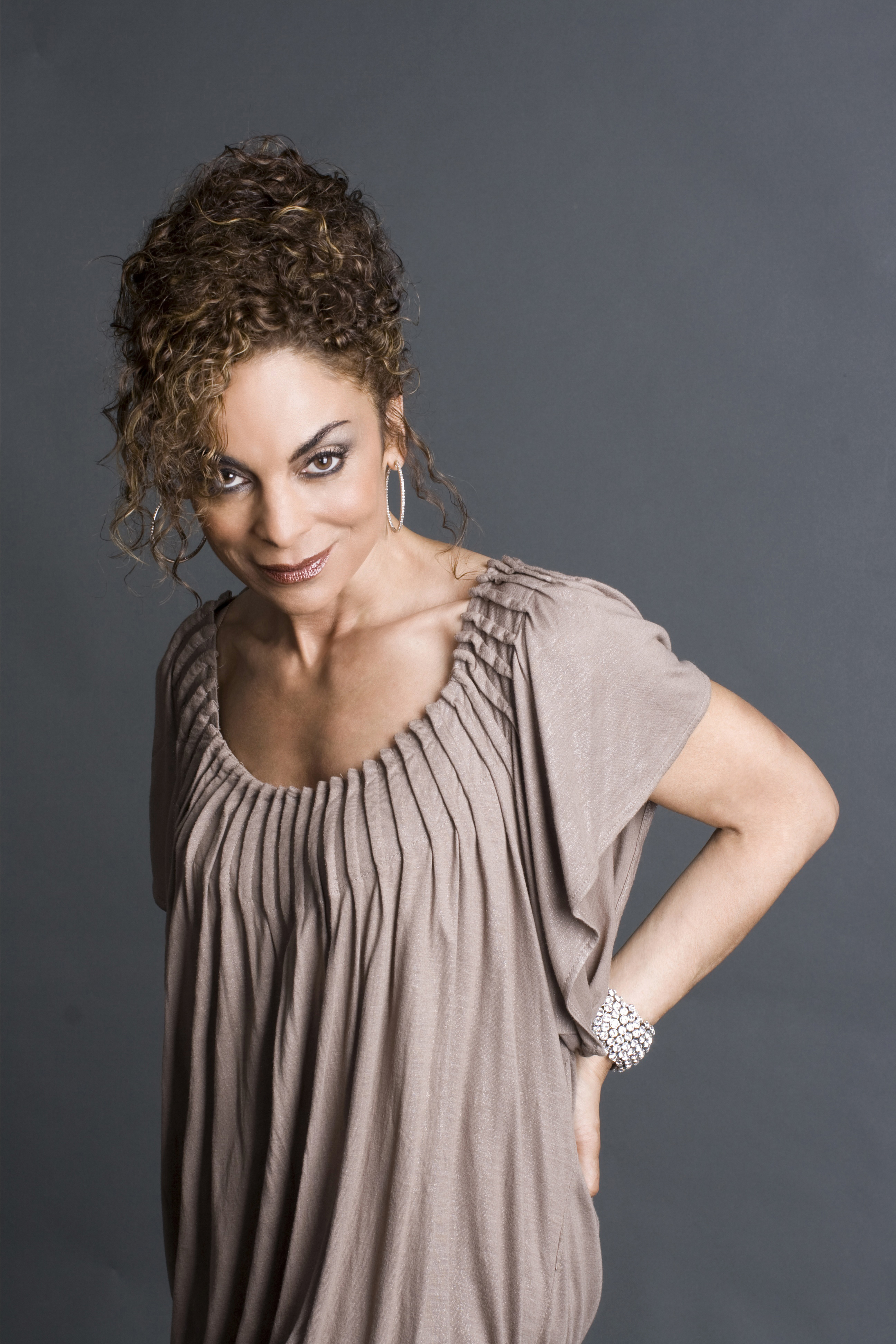
Jasmine Guy
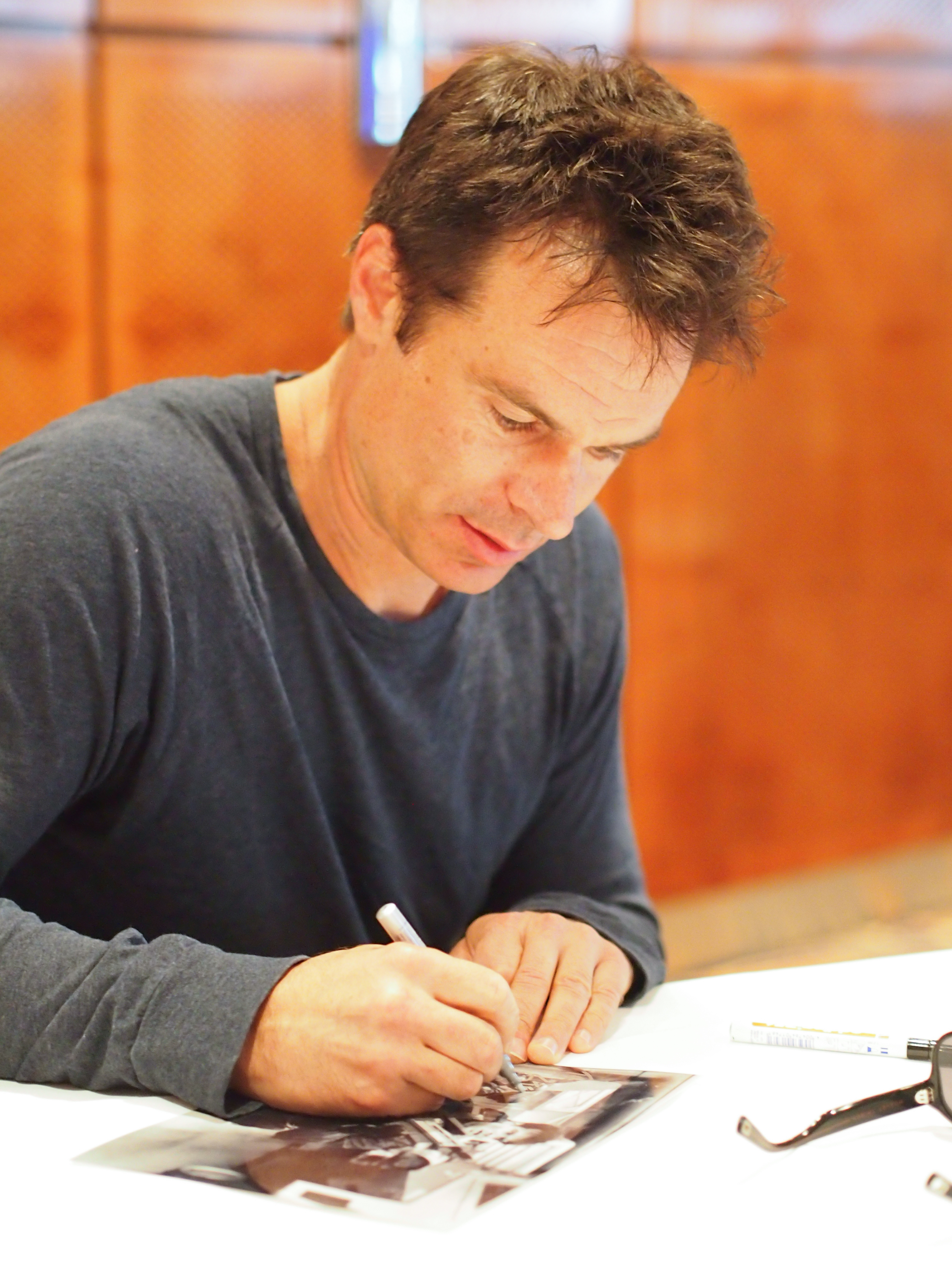
Patrick Muldoon

Saison 4
- Patrick Muldoon (VF : Antoine Tomé) : Richard Hart (4.01-4.15,4.17-4.27,4.29-4.31,4.33-4.34)
- Anne-Marie Johnson (VF : Ninou Fratellini) : Alycia Barnett (Épisodes 4.01-4.03,4.18-4.27,4.29-4.30)
- Antonio Sabàto, Jr. (VF : François Leccia) : Jack Parezi (Épisodes 4.04-4.10)
- John Enos III (VF : Joël Martineau) : Bobby Parezi (Épisodes 4.11-4.30)
- Denise Richards (VF : Laurence Sacquet) : Brandi Carson (Épisodes 4.27-4.29)

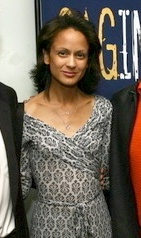
Anne-Marie Johnson
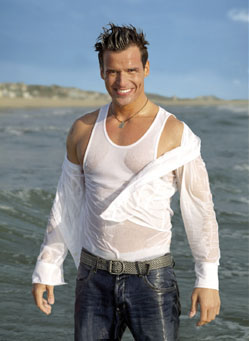
Antonio Sabàto, Jr.
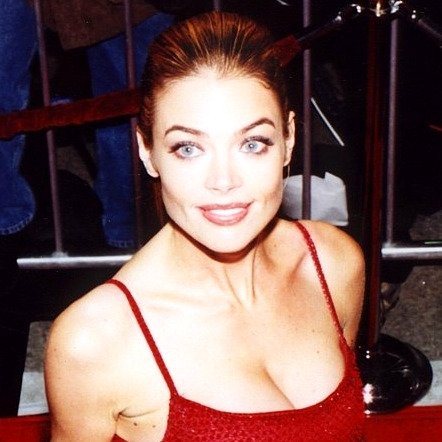
Denise Richards

Saison 5
- Patrick Muldoon (VF : Antoine Tomé) : Richard Hart (5.01-5.03)
- Donna Mills (VF : Françoise Pavy) : Sherry Doucette (5.12-5.15)
- Chad Lowe (VF : Guillaume Lebon) : Carter Gallavan (5.13.5.21)
- Nancy Lee Grahn (VF : Frédérique Tirmont) : Denise Fielding (5.27-34)

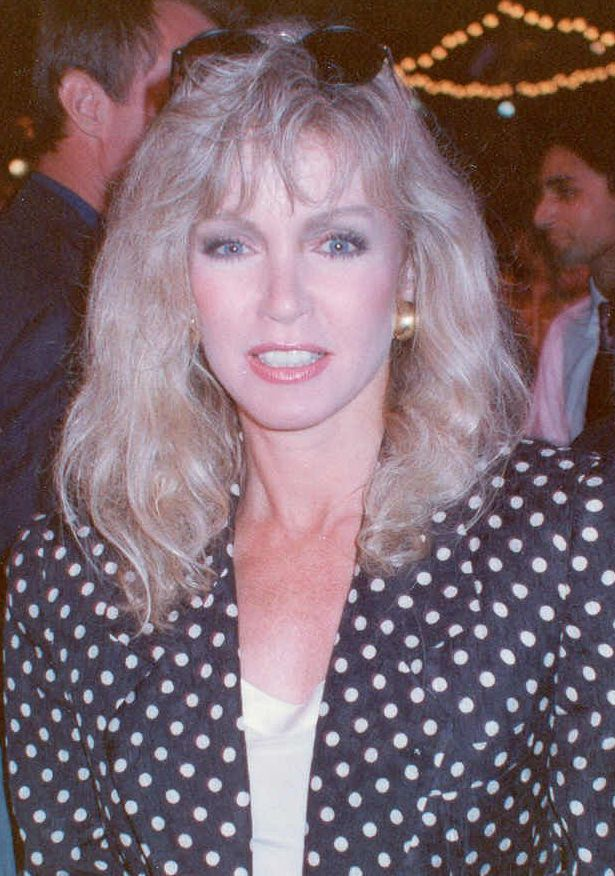
Donna Mills
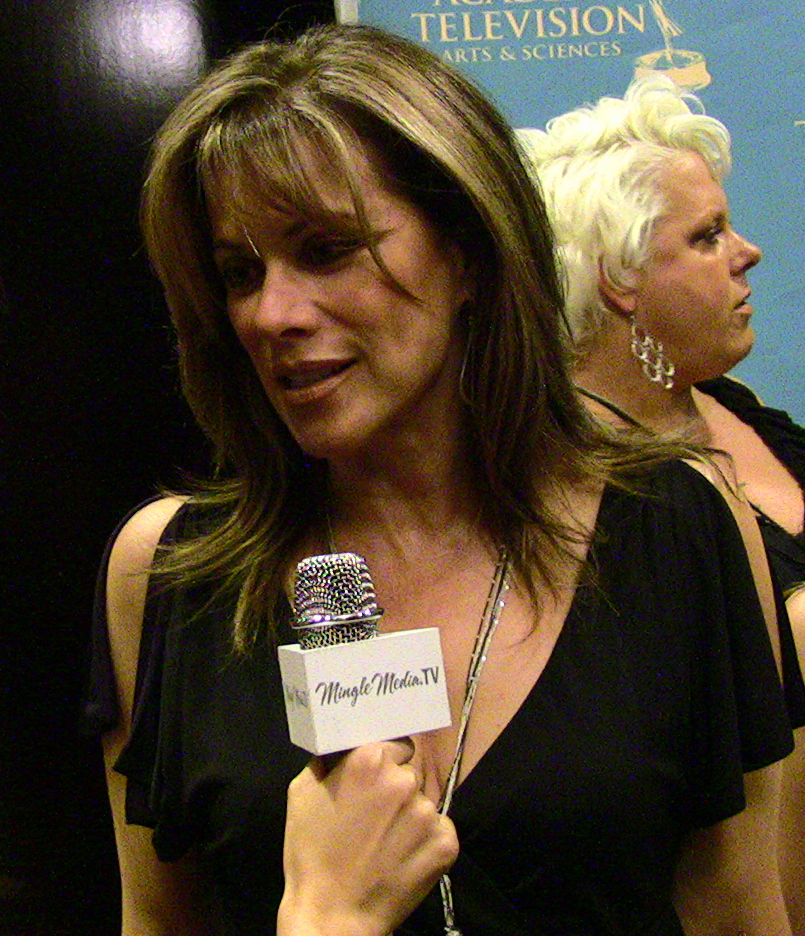
Nancy Lee Grahn

Saison 6
- Jeffrey Nordling (VF : François Leccia) : Eric Baines (épisodes 6.01,6.03-6.10)
- Megan Ward : Connie Rexroth (épisodes 6.09-6.15)
- Susan Walters (VF : Brigitte Virtudes) : Christine Denton / Tiffany Hart (6.16-6.23)
- Dan Gauthier (VF : Benoît DuPac) : Jeff Baylor (Épisodes 6.17-6.34)
- Anthony Tyler Quinn (VF : Érik Colin) : Rory Blake (6.25-6.29)

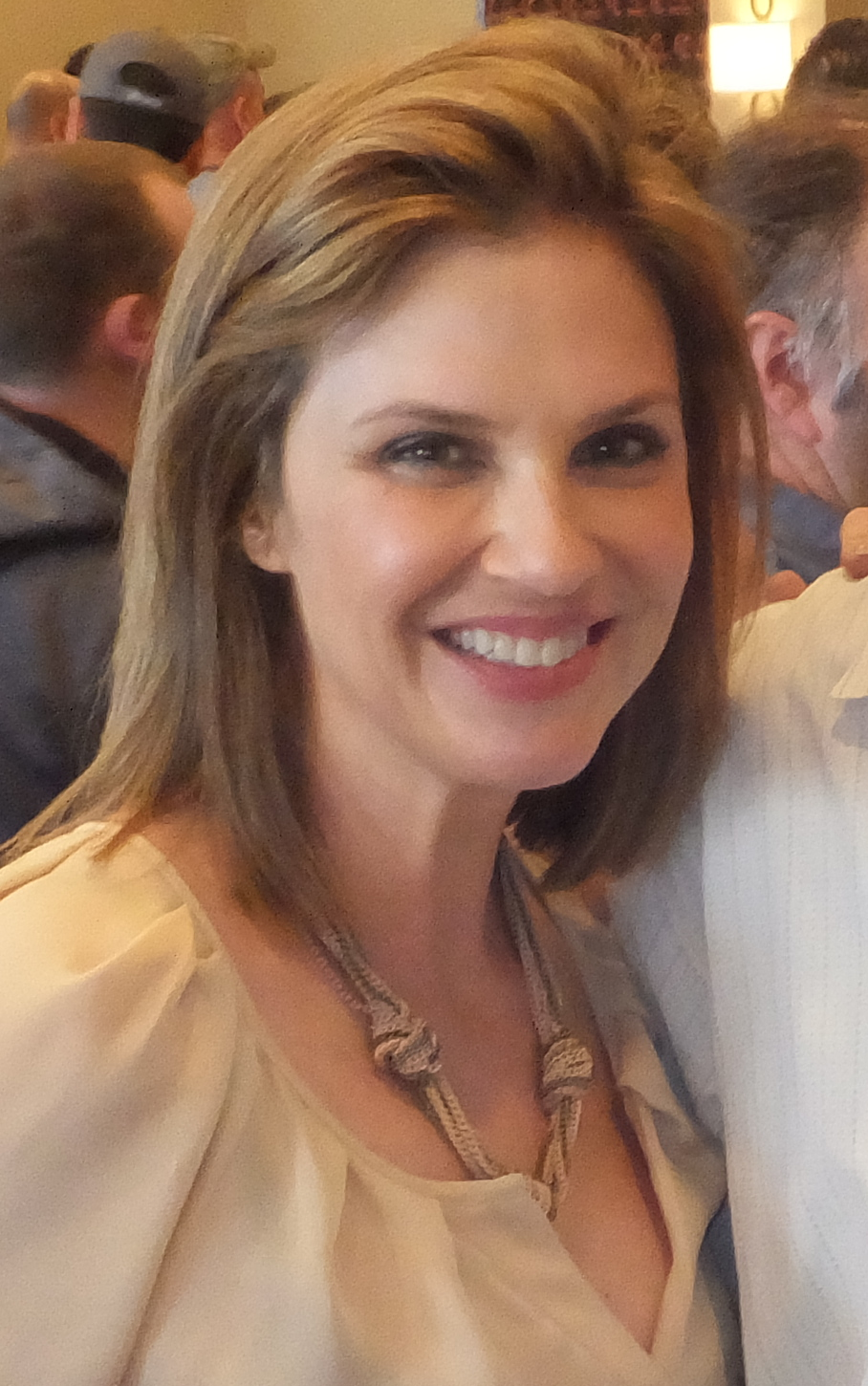
Megan Ward

Saison 7
- Steve Wilder : Alex Bastian (Épisodes 7.01-7.08)
- Rena Sofer (VF : Sybille Tureau) : Eve Cleary (Épisodes 7.04-7.28)
- Alexandra Paul (VF : Véronique Augereau) : Terry O'Brien (Épisodes 7.21-7.28)
- James Darren : Tony Marlin (Épisodes 7.23-7.27)

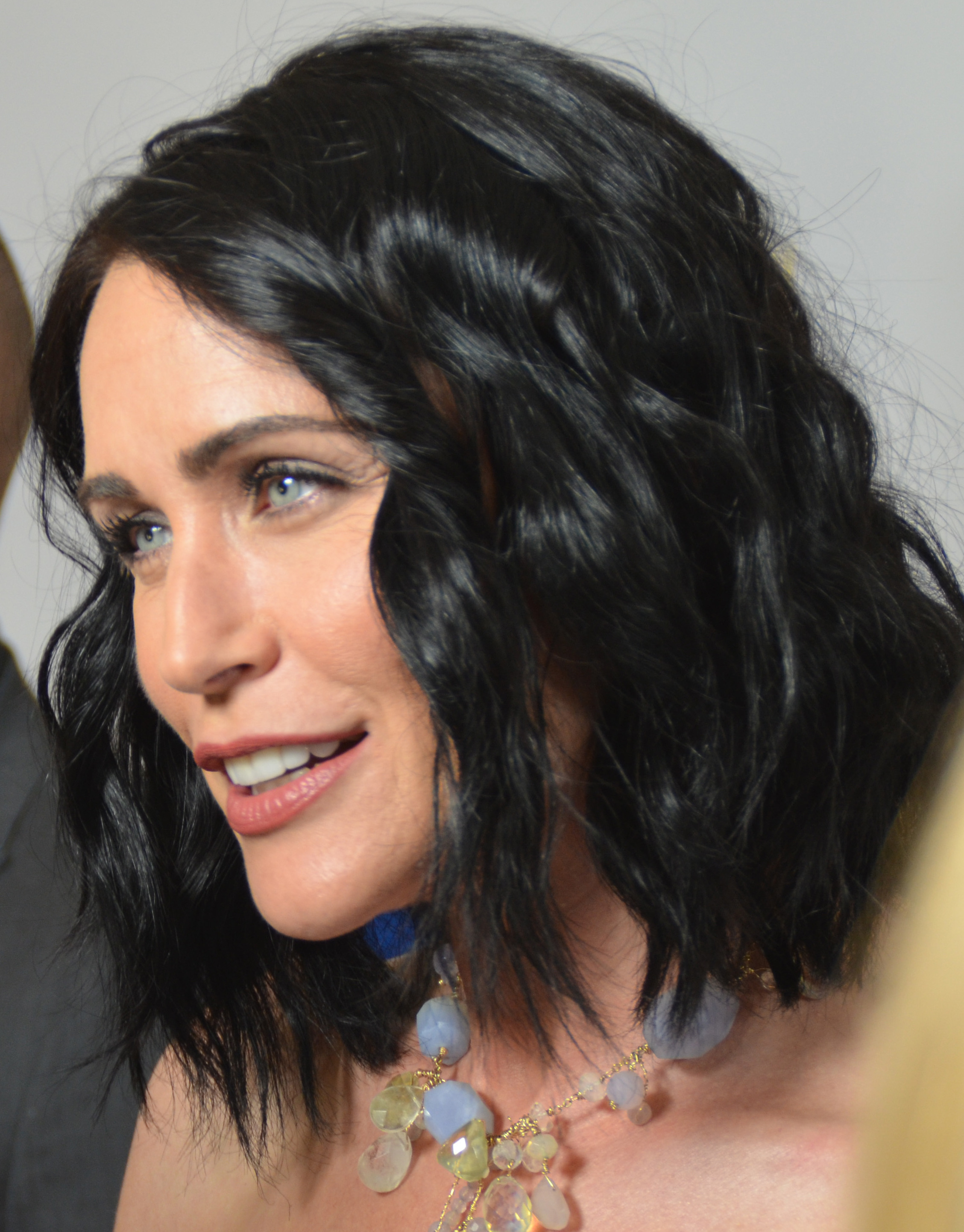
Rena Sofer
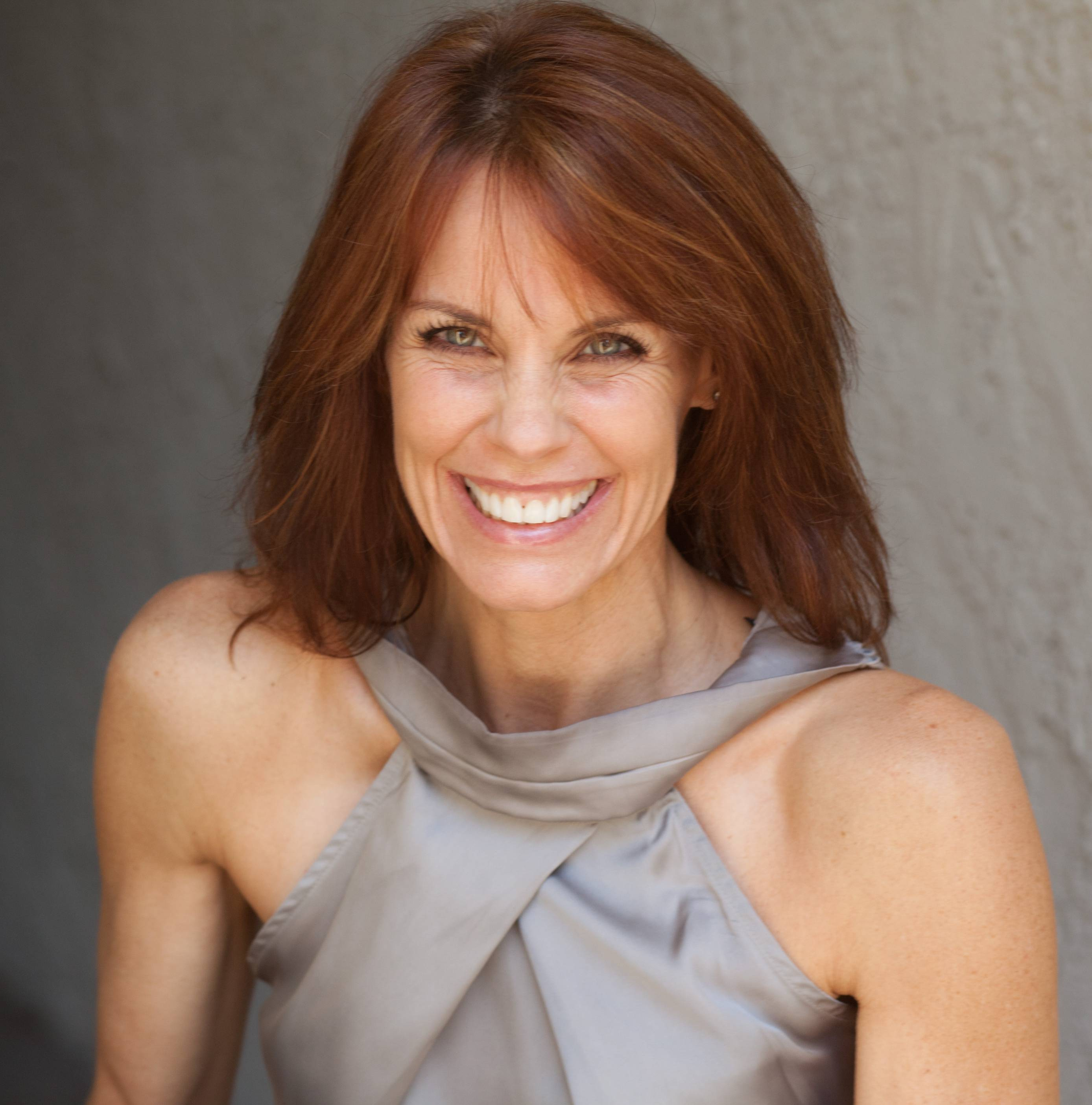
Alexandra Paul
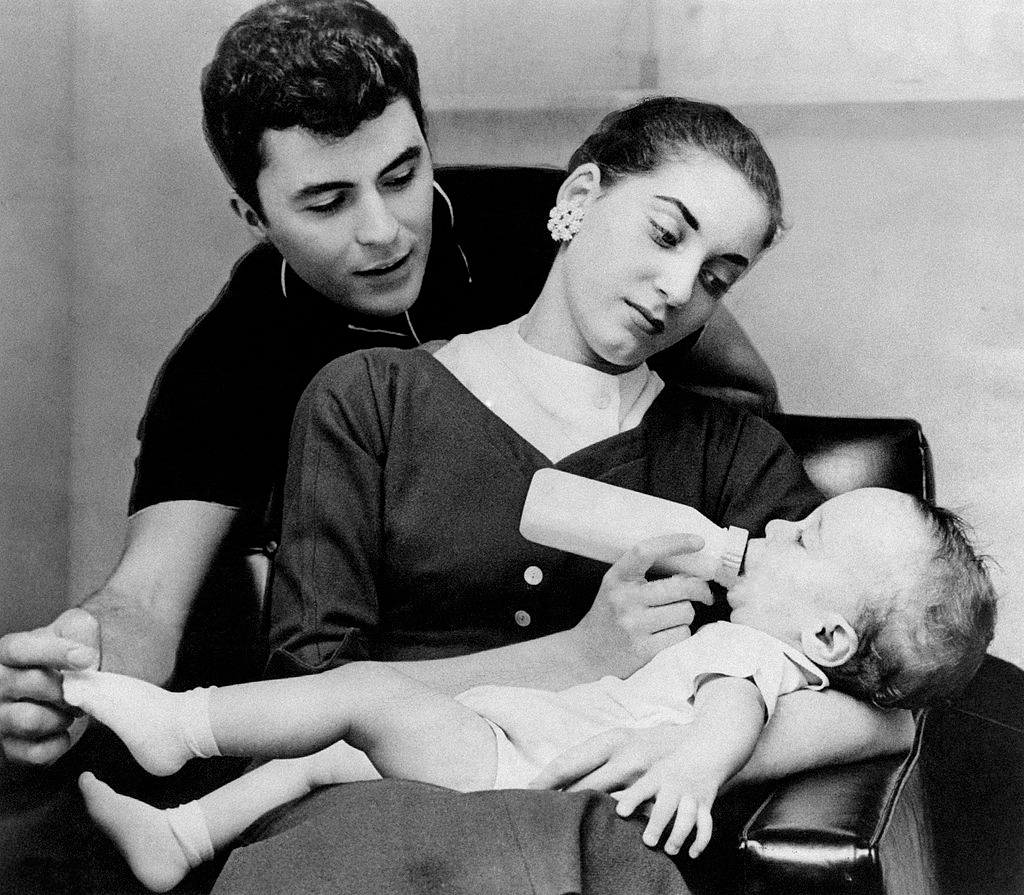
James Darren

## Production

### Développement
À la suite du succès de Beverly Hills 90210, Darren Star et Aaron Spelling créent un spin-off centré sur des jeunes adultes indépendants de leurs parents et impliqués dans le monde du travail, notamment sur l'insistance des dirigeants de la chaîne FOX.
Au départ, Spelling souhaite une série dérivée où les personnages sont étudiants à l'université. Darren Star préfère se focaliser sur la vie quotidienne de jeunes adultes : un bad boy marginal au grand cœur (Jake Hanson), une standardiste rêvant de faire carrière dans la pub (Alison Parker), un écrivain en devenir (Billy Campbell). Spelling insiste néanmoins sur un point : les personnages doivent être séduisants physiquement. Darren Star souhaite mettre l'accent sur le fait que ces jeunes adultes seront livrés à eux-mêmes loin de leur famille, leur seule attache va être le voisinage (d'où la résidence).
Grant Show est choisi parmi 700 autres comédiens. Son personnage est introduit dans deux épisodes de la deuxième saison de Beverly Hills comme un ami de Dylan McKay qui séduit Kelly Taylor. Leur romance servira au lancement de Melrose Place quelques mois plus tard.
Spelling et Star souhaitent mettre en avant les minorités avec l'embauche de l'actrice noire Vanessa Williams et la mise en avant de l'homosexualité d'un personnage (Matt Fielding) ; les dirigeants de la Fox ne sont pas partants pour la deuxième idée car ils ne veulent pas choquer l'Amérique puritaine et les annonceurs. Spelling défendra l'idée en disant que c'est une idée avant-gardiste et que dans 20 ans être gay rentrera dans les mœurs.
Josie Bissett (interprète de Jane Mancini) a passé l'audition de Melrose Place en même temps que celle pour un film avec Robert De Niro. Elle a choisi la série parce qu'elle était déjà assurée d'être programmée.
L'actrice Courteney Cox a passé le casting pour jouer le rôle d'Alison Parker finalement attribué à Courtney Thorne-Smith, de même que Julianna Margulies n'a pas décroché le rôle de Jo Reynolds remporté par Daphne Zuniga.
L'acteur interprétant Billy Campbell a été changé à la dernière minute. Stephen Fanning avait été initialement recruté, il figure même sur des photographies promotionnelles. Mais il a été remplacé à la dernière minute, parce qu'il aurait pris du poids, par Andrew Shue sur la suggestion de la fille du producteur Aaron Spelling, Tori. Grant Show a révélé tardivement que Shue était déjà dans sa loge quand Fanning est arrivé sur le plateau et a appris son licenciement. Les acteurs Paul Rudd et Matthew Perry ont aussi passé le casting.

### Changements
1992-1993. À la suite de la chute d'audience constatée dès l'épisode 10 de la première saison, le personnage de Sandy interprété par Amy Locane disparaît définitivement. Darren Star décide de la remplacer par Jo Reynolds, une photographe new-yorkaise au caractère trempé venue à Los Angeles pour fuir son mari alcoolique et violent. Le rôle est confié à Daphne Zuniga, sa colocataire à l'époque où ils étaient étudiants à l'université de Los Angeles.
Avec l'autorisation d'Aaron Spelling, Darren Star fait évoluer certains personnages fin 1992. Ainsi, Michael Mancini, le gentil mari de Jane employé dans un hôpital, entame une relation extra-conjugale avec sa collègue de travail Kimberly Shaw. Marcia Cross a déclaré qu'elle était embauchée au départ pour un épisode, puis autre et ainsi de suite. Elle restera finalement jusqu'au milieu de la cinquième saison, devenant l'un des personnages emblématiques de la série.
Puis, début 1993, la production recrute Heather Locklear pour un arc de quatre épisodes afin qu'elle sème le trouble dans le couple formé par Alison et Billy. L'actrice a été révélée dans les années 1980 par les séries Dynastie et Hooker. L'impact du personnage est tel que le contrat de Locklear est prolongé jusqu'à la fin de la première saison puis pérennisé dans la seconde. Et Darren Star, en respectant le célèbre adage « Othello n'est rien sans Iago », fait d'Amanda Woodward l'antagoniste principal du show. La comédienne sera quant à elle mieux payée que ses camarades. Au cours de la première saison le salaire des acteurs était de 20 000 $ par épisode et celui de Locklear, plus célèbre, atteignait 25 000 $. Au cours de la saison 2, à la suite de la pérennisation du contrat de Locklear, son salaire passe à 40 000 $ par épisode.
Le développement du personnage de Sydney Andrews à partir de la saison deux contribuera également fortement au succès de la série. Ce n'est pas un hasard si la version 2009 de Melrose Place sera lancée autour de ce personnage.
1995. Darren Star, le créateur de Melrose Place, quitte l'écurie d'Aaron Spelling en niant tout désaccord avec le prolifique producteur. Il abandonne de fait son travail de showrunner de la série (ainsi que de Beverly Hills) au terme de la troisième saison. L'auteur se consacre au développement d'une nouvelle fiction, Central Park West, puis adaptera quelques années plus tard Sex and the City avec davantage de succès. Les rênes de Melrose Place sont confiés à un scénariste historique, Frank South, qui prend le statut de producteur exécutif. La série perd en humour noir au profit d'un aspect plus mélodramatique.
1996-1997. Melrose Place enregistre le départ consécutif de sept acteurs principaux en deux ans : « Ce furent de grosses pertes, en particulier Laura Leighton. Aucune d'entre elles n'a été de notre fait. Ils ont fait le choix d'aller de l'avant dans leur carrière et dans leur vie », a déclaré le producteur Charles Pratt Jr dans un entretien au Los Angeles Times en mai 1999. Le journal évoque des inflations de salaire et des négociations de contrat infructueuses comme cause première de ces départs.

Daphné Zuniga quitte la série car elle est lassée de la tournure scénaristique qu'a prise la série qui selon elle a baissé en qualité. L’un des producteurs exécutifs Charles Pratt lui-même donnera un avis négatif sur cette saison en déclarant : 

« Nous savions que nous étions allés trop loin au niveau des intrigues que cela devenait moins authentique. Le credo était que pouvions-nous faire de plus fous ? En fin de compte, nous avons eu en guest star Priscilla Presley dans le rôle d’une infirmière complètement forcenée. Avec une Kimberly de nouveau dans un état de folie meurtrière qui était sur le point de faire une lobotomie à Jack Wagner, qui bavait dans un fauteuil roulant. Je me suis dit après coup, c'est tout simplement absurde. Nous venons de franchir la ligne rouge au niveau de la qualité des intrigues et tout le monde le savait, mais il était trop tard pour y remédier. »

Josie Bisset jette l'éponge en plein milieu de la saison cinq après une fausse couche, la production la délivre de son contrat qui devait se terminer à la fin de la saison cinq.
Marcia Cross épuisée par le rythme de tournage (tournage de deux épisodes à la fois), quitte la série et reprend ses études universitaires en psychologie.
Suivra le départ de Grant Show qui part d'un commun accord voulant se consacrer au cinéma. Laura Leighton quitte la série après des négociations de salaire infructueuses, TV Guide notifie que Laura Leighton a réclamé le même salaire que Heather Locklear ce qui lui sera refusé.

Courtney Thornes-Smith quitte aussi l'hacienda, le producteur Charles Pratt évoque des problèmes personnels qui seraient à l'origine de son départ. Il déclare au magazine Vulture : 

« Dans un tournage quand des personnes travaillent ensemble 6 jours sur 7, interagissent ensemble, cela peut créer des relations. On sait d'avance que cela finit en désastre. C'est ce qui est arrivé à Courtney Thornes Smith, Après sa séparation avec Grant Show son partenaire à l'écran rien n'allait plus et nous savons pertinemment que son départ est lié à cela. »

La production anticipe cette situation en recrutant, dès le début de la cinquième saison en 1996, de nouveaux comédiens. Elle joue la carte de la sécurité en faisant appel à des visages connus, dont Rob Estes, révélé par Les Dessous de Palm Beach, et David Charvet, l'un des sauveteurs du phénomène Alerte à Malibu. Cependant, c'est le personnage sans scrupules de Taylor (jouée par Lisa Rinna) qui marque les esprits. En 1997, l'arrivée la plus commentée est celle d'Alyssa Milano (Madame est servie).

1998. La saison six déçoit les critiques et le public américains. Avec une moyenne de 10,2 millions de téléspectateurs, les audiences chutent de 12% par rapport à la saison précédente, constate en juillet 1998 le magazine Entertainment Weekly. Le prime time serial est renouvelé in extremis pour une saison sept (annonce faite au mois de février 1998, très tardivement) mais le réseau exige dans un premier temps la déprogrammation de la saison six à compter du mois de mars. Les sept épisodes restants de la saison six seront diffusés pendant l’été : une manière de relancer l’audience du show qui connaissait de bonnes audiences lors de ses premières diffusions estivales, en période de concurrence moindre.

La seconde concession est la restriction budgétaire concernant le casting, exit Linden Ashby (Coop), Brooke Langton (Samantha) et Alyssa Milano (Jenifer) leur contrat se termine en fin de saison, leurs personnages sont jugés plus faibles que les autres et ils ne réussissent pas à faire oublier aux fans Grant Show (Jake), Courtney Thornes-Smith (Alison) ou Laura Leighton (Sydney). Jamie Luner est sauvée grâce à son contrat d'une durée de deux ans, ce qui coûte sa place à Lisa Rinna dont le contrat se termine à la fin de la saison six, alors que son personnage est populaire parmi les fans. Enfin le contrat d'Andrew Shue se termine, l'acteur quitte la série à la suite de l'échec d'une renégociation salariale. Carol Mendelsohn l'une des productrices exécutives donne son avis sur l’échec de cette saison 6. 

« Je pense que la saison six nous a tués. À la fin, nous avions encore Thomas Calabro, Josie Bissett qui est revenue cette saison après avoir quitté la série au début de la saison cinq et bien sûr Heather Locklear. Mais je pense honnêtement qu'au cours de la saison précédente le départ de Marcia Cross, Laura Leighton, Courtney Thorne-Smith et maintenant Andrew Shue a participé à l'insuccès de la série »

Dans une ultime tentative de relancer la série, Josie Bissett après son retour en fin de saison six est de nouveau créditée au générique dans un casting resserré autour de huit protagonistes, parmi lesquels les vétérans Thomas Calabro et Heather Locklear, Jamie Luner (ex-Savannah), Jack Wagner, Kelly Rutherford et un inconnu John Haymes Newton dans le rôle du frère de Kyle (Rob Estes). Le showrunner Frank South démissionne après avoir piloté la série pendant trois saisons, il est remplacé par le duo Charles Pratt, Jr et Carol Mendelsohn. Ces derniers font partie de la production depuis longtemps, respectivement dès la première et la deuxième saison. Mais au début de l'année 1999, le couperet tombe: Melrose Place est annulé au terme de sa septième saison faute d'audience.

Darren Star le créateur scénariste et producteur exécutif des trois premières saisons déclare au sujet de l'annulation: 

« j'avais envisagé une durée plus longue que sept ans, pour moi la série allait durer aussi longtemps que Dallas ou Côte Ouest (série télévisée). L’échec de la série vient du nombre de personnages crédité au générique qui était beaucoup trop important à partir de la saison 4, il aurait fallu continuer à garder un noyau restreint de protagoniste. »

Notes : Kristin Davis (Brooke Armstrong) avait d'abord auditionné pour incarner Kimberly Shaw, le personnage joué par Marcia Cross. Les acteurs Rob Estes et Linden Ashby ont joué deux rôles différents dans la série : avant d'incarner Kyle McBride, le premier a joué Sam, le meilleur ami de Michael Mancini et amant de son épouse Jane ; avant d'interpréter Brett Cooper, le second a prêté ses traits à l'ex-mari violent de Jo Reynolds.

## Personnages principaux

### Amanda Woodward
Le Iago de Melrose. Amanda est la garce par excellence, impitoyable, vindicative et ambitieuse, capable d'écraser n'importe qui pour arriver à ses fins. Elle est la fille de l'homme d'affaires Palmer Woodward. Elle fera néanmoins preuve de compassion lorsque des événements graves toucheront les résidents de Melrose Place. Par la suite les téléspectateurs découvriront que ce côté malveillant cherche surtout à cacher la grande sensibilité d'une femme meurtrie par l'abandon maternel.

### Alison Parker
L'Othello de Melrose. Alison est une jeune femme sage, intelligente, attachante avec une bonté et une générosité débordante. Originaire du Middle West, elle débarque dans la grande ville pour réaliser ses rêves dans le monde de la publicité et devra faire face au vice des hommes. Sa sensibilité, son manque de confiance accrue la feront plonger dans l'alcoolisme.

### Billy Campbell
Billy est le blagueur de la bande. Il rêve de devenir écrivain. Assez têtu, il peut parfois se montrer égoïste, c'est ce défaut qui lui coûtera sa relation avec Alison.

### Michael Mancini
Médecin que l'on prend au départ pour un mari attentionné et aimant, il révélera bientôt un côté vicieux, narcissique, vénal. Il commencera par tromper sa femme, Jane, ce qui provoquera leur divorce. Il n’hésite pas à manipuler son petit monde pour arriver à ses fins, ne faisant preuve d'aucune pitié.

### Sydney Andrews
Sydney est la peste du show qui se retrouve toujours dans des situations abracadabrantes. Elle n'est jamais prise aux sérieux par les Melrosien qui la considère comme étant insouciante et opportuniste. Néanmoins sa confiance en soi lui permettra de faire face avec aisance aux épreuves.

### Les autres personnages

Les principaux Melrosiens
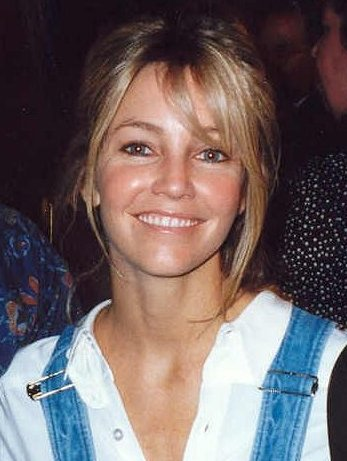
Heather Locklear (Amanda Woodward)
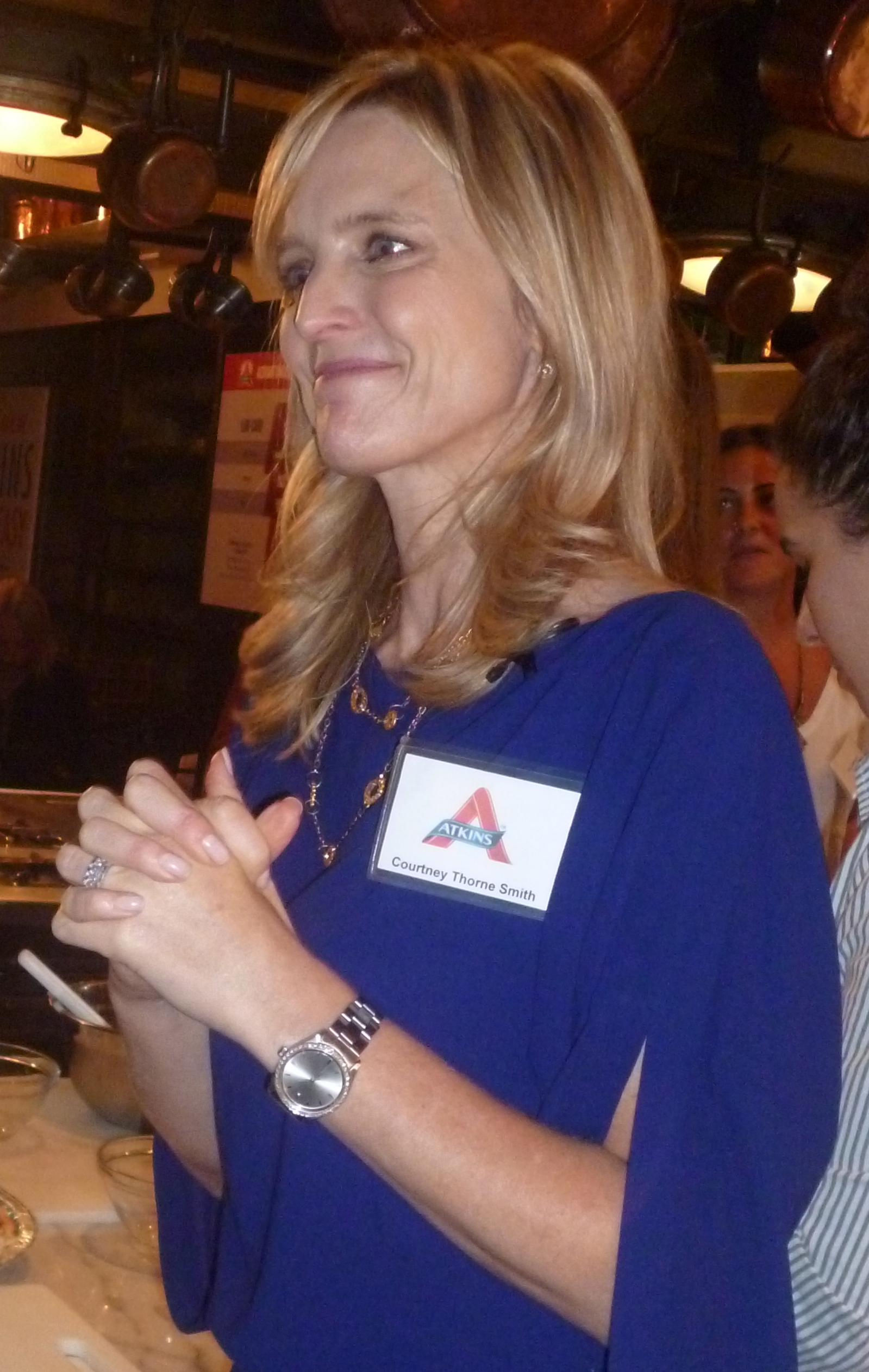
Courtney Thorne-Smith (Alison Parker)
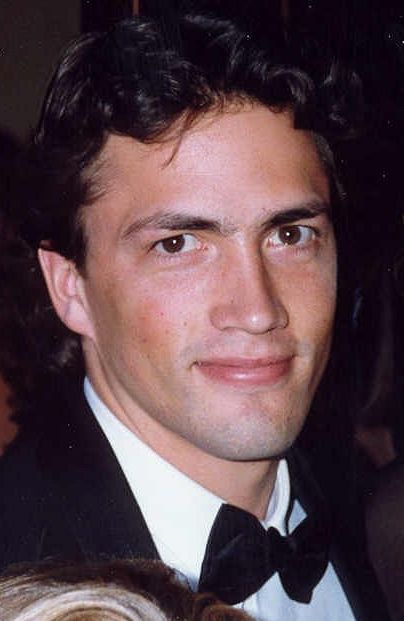
Andrew Shue (Billy Campbell)
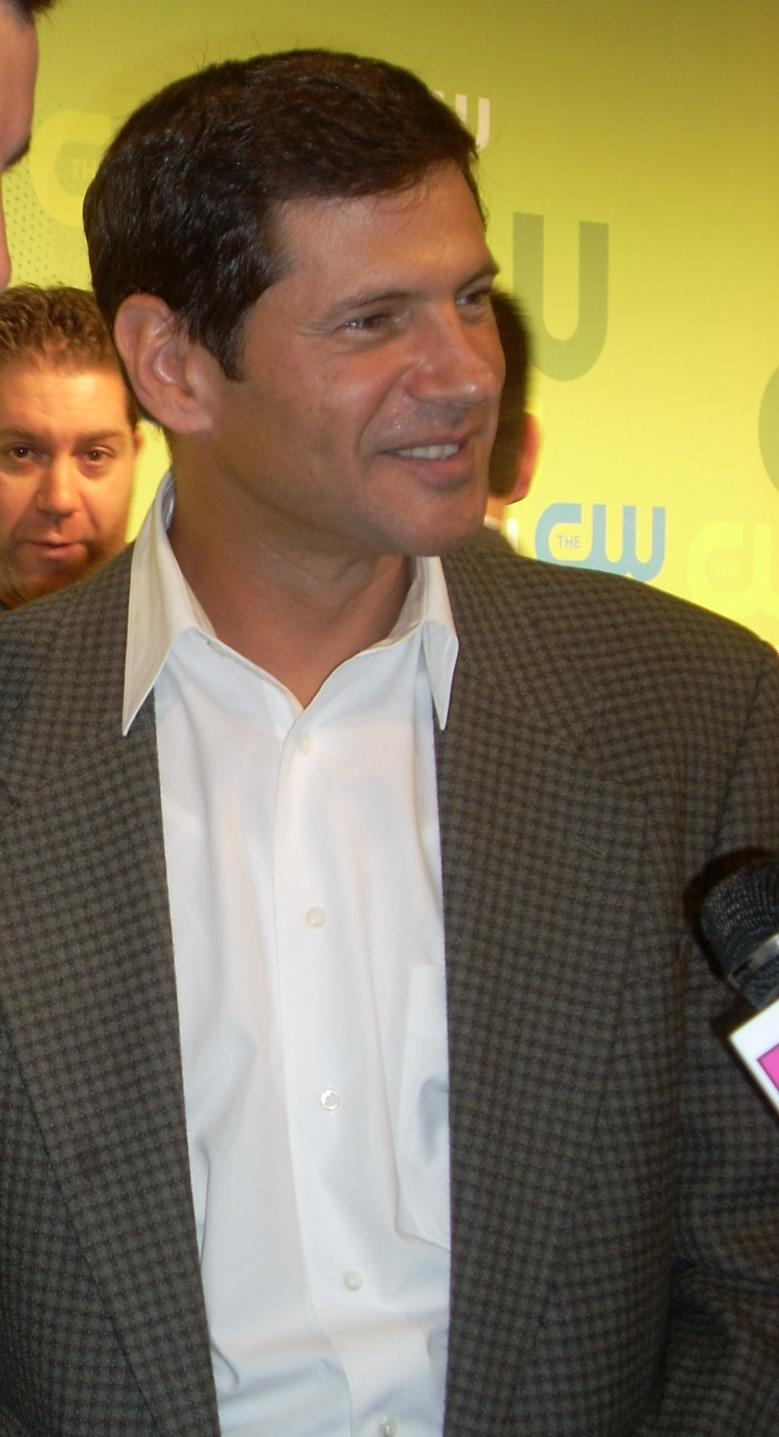
Thomas Calabro (Michael Mancini)
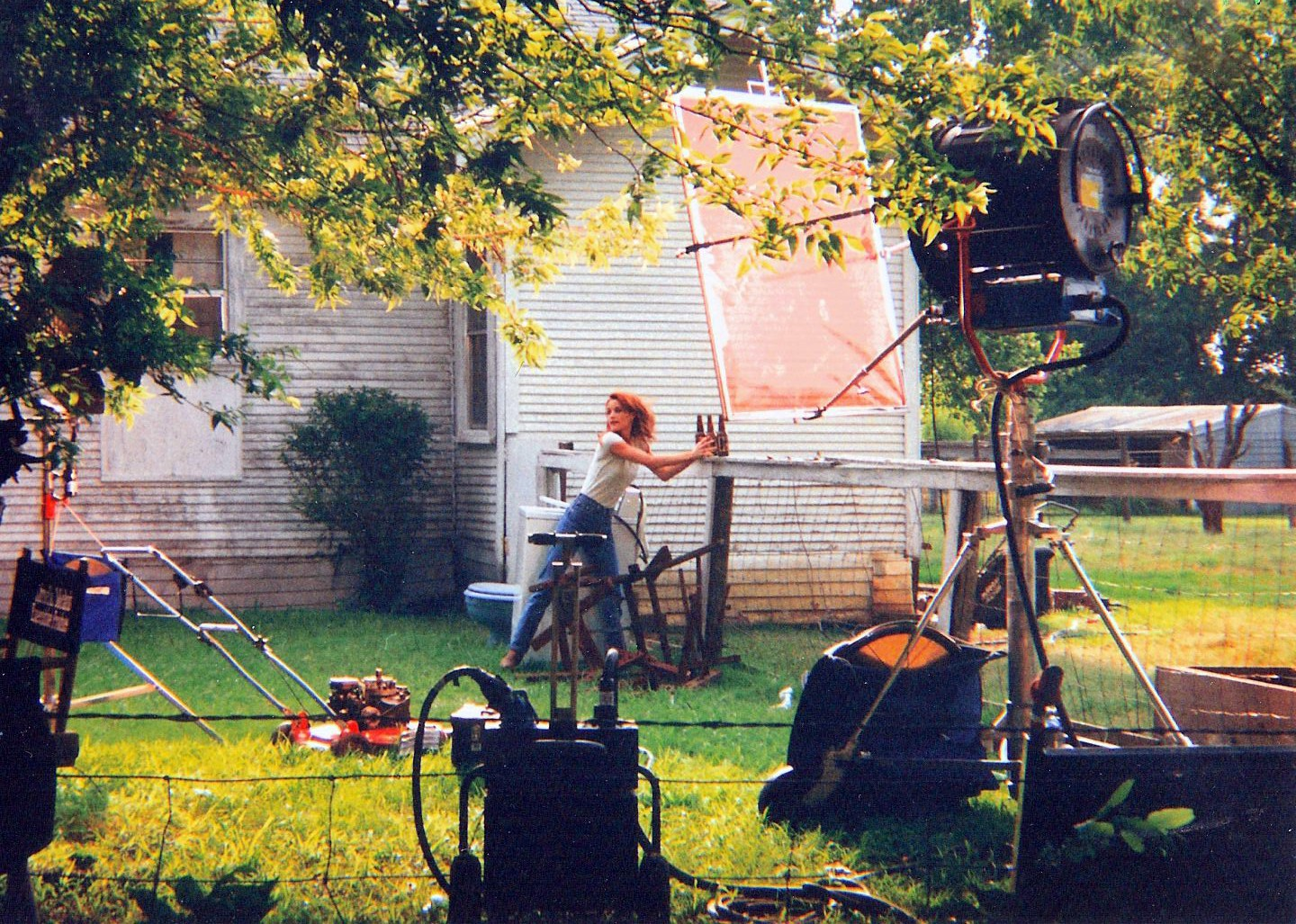
Laura Leighton (Sydney Andrews)

## Épisodes

### Saison 1
Après une première moitié de saison trop tranquille, Melrose Place évolue en drame sentimental où les couples se font et se défont grâce à l'addition de deux personnages cruciaux pour l'avenir, Amanda Woodward et Kimberly Shaw. Le ton reste toutefois au premier degré avec une certaine volonté de réalisme dans les événements.
- Alison a perdu sa colocataire du jour au lendemain et se retrouve à partager son appartement avec un homme, Billy. Faisant fi de leur attirance, ils finissent par devenir très amis. Jusqu'à ce qu'ils admettent leurs sentiments. Mais ils rompent rapidement. L'arrivée d'Amanda, avec qui Billy aura une aventure, fait se manifester à nouveau leurs sentiments l'un pour l'autre. Au cours de la saison, Alison a une aventure avec un homme marié, Keith Gray, qu'elle décide de quitter lorsqu'elle découvre la situation maritale. Plus tard, il revient vers Alison et lui propose de s'installer ensemble à Seattle. Elle accepte mais, rapidement, change d'avis. À la fin de la saison, Keith est de retour à Los Angeles, bien décidé à récupérer Alison par tous les moyens.
- Jane et Michael Mancini représentent le couple modèle de l'immeuble. Ils sont mariés. Mais ils connaissent au cours de la saison bien des épreuves (fausse couche, ex-prétendant qui refait surface, indisponibilité de Michael). Michael va entretenir une liaison avec une collègue au Wilshire Memorial Hospital, le Dr Kimberly Shaw.
- Rhonda, une jeune professeur d'aérobic, rencontre un homme avec lequel elle se fiance et quitte la résidence. Sa colocataire Sandy, une apprentie-comédienne, quitte Melrose Place en cours de saison, après avoir trouvé un rôle à la télévision dont le tournage se déroule à New York. Jo Reynolds, une photographe new-yorkaise, s'installe dans la résidence. Jake s'intéresse à elle.
- Matt Fielding travaille dans le social. Rétrogradé à cause de son homosexualité, il gagne le procès qui s'ensuit. Grâce à Michael, il intègre l'hôpital Wilshire Memorial.

### Saison 2
Un brin de dérision salvateur plane sur cette seconde saison qui promeut Amanda Woodward dans les résidents réguliers de l'hacienda et commence à torturer de façon savoureuse cette pauvre Sydney Andrews, de retour après une brève apparition dans la première saison.
- Amanda jette son dévolu sur Jake, au grand dam de Jo. Leur relation connaît des hauts et des bas. Elle est fortement mise en péril quand Jake est recruté par le FBI pour démontrer que le père d'Amanda, Palmer Woodward, est malhonnête dans ses affaires. Quand Palmer est arrêté, Amanda est furieuse à l'égard de Jake... avant de découvrir le vrai visage de son paternel. Plus tard, Amanda est injustement attaquée pour harcèlement sexuel par un employé de D&D, Chase, qui est aussi le compagnon de sa mère.
- Billy et Alison vivent une saison chaotique. Après le chapitre Keith (qui harcèle Alison, tente de la violer puis commet un suicide au téléphone), le chapitre Steve McMillian (un client millionnaire d'Alison, qui la fera tomber sous son charme) et le chapitre New-York (Billy y est muté), ils se retrouvent enfin et décident de se marier. Mais à l'approche de la cérémonie, Alison fait de plus en plus de cauchemars liés à son enfance. Il est révélé dans l'épisode final de la saison, le jour du mariage, qu'elle a été violée par son père.
- Michael et Jane divorcent dans une atmosphère tendue, d'autant que ce dernier vit désormais avec Kimberly. Après un accident de voiture provoqué par Michael sous l'emprise de l'alcool, Kimberly est laissée pour morte. Mais elle réapparaît en fin de saison avec l'intention de se venger. Entre-temps, Michael a impliqué Matt dans la falsification de documents médicaux et a tenté d'éliminer Sydney, qui se délecte de lui faire du chantage.
- Sydney que la solitude et la naïveté conduiront à la prostitution. Elle se fait arrêter, Michael paie la caution et la fait chanter à son tour afin d'obtenir une promotion à l'hôpital.
- Jane tombe sous le charme de son avocat, Robert, mais se fait de nouveau trahir. Alors elle se consacre au développement de sa propre maison de couture.

Le final de la deuxième saison, Jusqu'à ce que la mort nous sépare, est l'épisode le plus regardé dans l'histoire de la série aux États-Unis avec 19,3 millions de téléspectateurs. Il aurait dû contenir une séquence dans laquelle Matt Fielding embrasse son amant, mais elle a été coupée à la demande de la chaîne FOX.

### Saison 3
Trahisons, vengeances, manipulations, jalousies et tentatives de meurtre permettent à Melrose Place d'atteindre son paroxysme. À la dérision de la saison précédente s'ajoute un véritable grain de folie qui rend chaque épisode imprévisible.
- Amanda embauche Billy au sein de l'agence D&D. Ainsi, elle peut encore plus s'immiscer dans ses relations avec Alison. Elle doit faire face à la mort de son père, Palmer, puis à celle de Bruce, son supérieur hiérarchique qu'elle avait évincé avec l'aide de l'intrigant docteur Peter Burns.
- Alison et Billy se séparent. Ne supportant pas la relation naissante entre Billy et sa secrétaire puis avec sa meilleure amie Susan, elle finit par commencer une relation néfaste avec un certain Zach, qui a une mauvaise influence sur elle. Elle sombre dans l'alcool pour noyer son chagrin, ce qui provoque de nombreux problèmes avec ses amis et ses collègues, et elle est envoyée dans un centre de désintoxication après avoir percuté un cycliste alors qu'elle était en état d'ébriété. En fin de saison, elle réussit à prendre le contrôle de l'agence D&D à la suite des absences répétées d'Amanda, liées à sa maladie (cancer).
- Kimberly veut faire accuser Jane puis Sydney de la tentative de meurtre contre Michael. Michael est amnésique, et Kimberly le manipule et l'isole. Matt a des soupçons et tente par tous les moyens d'enquêter. Quand Michael retrouve la mémoire grâce à Sydney qui le replonge dans les conditions de l'accident, il découvre les agissements de Kimberly mais décide finalement de lui pardonner. Viennent ensuite se prendre dans ses filets Amanda (elle a une aventure avec Michael, ce qui enrage Kimberly), Jo (Kimberly essaie de lui voler son bébé) et Matt (il a arraché la perruque de Kimberly devant leurs collègues, en retour elle engage deux hommes pour l'agresser).
- Jo se bat corps et âme pour la garde de son bébé contre les parents de Reed.

La troisième saison de Melrose Place est citée parmi les programmes les plus influents de la saison 1994-1995 à la télévision américaines par le magazine numérique Vulture. La Théorie du Big Bang est l'épisode le mieux noté de toute la série sur IMDB (9,3/10).

### Saison 4
- Amanda, Kimberly et Alison, les trois personnages-clés du feuilleton, sont les vedettes de cette saison. La première voit le retour de son violent ex-mari Jack Parezi et de sa famille de mafiosi puis se lance à la rescousse de Peter, « enlevé » par une Kimberly à tendance schizophrène et meurtrière.
- L'intrigue se concentre également autour du triangle amoureux Alison/Billy/Brooke. Une fois sa cécité disparue, Alison épouse le père de Brooke, dont le mariage avec Billy bat de l'aile.
- Quant à Sydney, elle est mêlée aux histoires d'Amanda et se retrouve embarquée par Jane dans un plan meurtrier contre Richard. Elle finit par quitter son emploi de serveuse chez Shooter's pour travailler comme assistante au sein du cabinet médical Burns-Mancini.
- Jane perd l'usage de ses jambes à la suite d'une crise cardiaque provoquée par la drogue que Sydney avait versée dans son verre.
- Bien qu'il ait Amanda dans la tête, Peter consacre beaucoup de temps à soigner Kimberly dont les crises de schizophrénie ont des conséquences dramatiques.
- Jo se met Jane à dos car elle entame une liaison avec Richard, son ex-amant et surtout son associé dans la mode.

### Saison 5
La saison 5 marque un tournant dans la série avec l'introduction de cinq personnages (Taylor, Kyle, Megan, Jennifer et Craig) et surtout le départ successif de cinq piliers (Jane, Kimberly, Jake, Sydney et Alison). Le ton devient plus réaliste et mélancolique. Sydney s'assagit, Kimberly est mourante. Il faut compter sur Taylor pour créer des mélodrames avec Amanda et Peter et sur Michael pour toujours être à la hauteur en matière de coups bas.
- Amanda se marie avec Peter Burns pour ne pas avoir à témoigner contre lui dans l'affaire Parezi. Il est finalement innocenté grâce à Kimberly qui dînait avec lui le soir où Bobby a été tué.
- Par la suite, Taylor McBride, la femme de Kyle, profite des tensions naissantes dans le couple d'Amanda et Peter pour séduire ce dernier. En réalité, Taylor est la sœur de Beth, la première femme de Peter, et s'intéresse à lui depuis sa jeunesse.
- Alison a commencé une liaison avec Jake et fait face à l'animosité de son ex, Billy, et de celle de son compagnon, Jane.
- Michael tombe amoureux de Megan, qui s'avère être une prostituée engagée par Kimberly qui se sait condamnée par une tumeur au cerveau.
- Sydney craque pour Kyle McBride, le mari de Taylor, puis tombe amoureuse d'un certain Carter avant d'être conquise par Craig Field avec qui elle a en commun l'envie de se venger d'Amanda.
- Jane découvre qu'elle a été adoptée et part à la recherche de sa mère biologique. Plus tard, après avoir été agressée, elle décide de quitter Los Angeles.
- Matt, outre des déboires professionnels et une cure de désintoxication, se redécouvre une fibre paternelle avec sa nièce Chelsea après avoir joué les pères de substitution de la fillette de son amie russe Katia en seconde saison.
- Billy doit faire face à des tensions dans son couple avec Samantha quand le père de la jeune femme, braqueur sorti de prison, vient semer la pagaille et tente d'enlever sa fille.

### Saison 6
De nouveaux personnages apparaissent : Jennifer Mancini et Lexi Sterling. Quant à Taylor, elle est prête à tout pour briser le couple formé par Amanda et Kyle. La saison est marquée par le départ de Billy, Samantha, Jennifer, Taylor, Craig et Cooper. En revanche, Jane est de retour pour les ultimes épisodes.
- La relation d'Amanda et Kyle est mise à l'épreuve à cause des coups montés de Taylor et Nick, qui ont engagé une femme qui se fait passer pour Christine, l'ancien amour de Kyle pendant la guerre du Golfe.
- Peter, qui semble avoir perdu Amanda de façon définitive, entame une liaison avec Lexi Sterling, qui s'avère être l'ex-femme du nouveau médecin Brett Cooper.
- Michael a toutes les peines du monde pour garder le cœur en or de Megan en raison de sa fâcheuse tendance à comploter contre Peter Burns (avec Taylor) et le Dr Brett Cooper.
- Billy et Samantha se marient mais ils s'éloignent petit à petit l'un de l'autre. Elle est tombée sous le charme d'un client de la nouvelle agence d'Amanda, le sportif Jeff Baylor, et lui se rapproche de Jennifer Mancini.

### Saison 7
Le drame sentimental domine cette saison. Se sentant trahie par Peter qui dissimule ses sentiments pour Amanda, Lexi devient une garce impitoyable. Eve, l'amie d'Amanda sortie de prison, devient dangereusement dérangée. La dépression de Kyle est l'un des gros coups de mou de la saison. Quelques scènes divertissantes (l'effondrement du plafond de l’appartement de Jane, la cérémonie des agences publicitaires...) ne suffisent pas à relancer la série qui s'arrête à l'issue de cette saison plus courte que les précédentes.
- La saison 7 met d'abord l'accent sur la rivalité entre Amanda et Lexi Sterling puis s'oriente vers un secret du passé qui lie Amanda et son amie Eve.
- Peter, malgré son mariage avec Eve, n'a pour seul objectif que de reconquérir Amanda.
- Après ses retrouvailles avec Michael et des promesses de fidélité, Jane va rapidement déchanter.
- Le frère de Kyle, Ryan, s'installe en ville et remplace Michael dans le cœur de Megan.

## Écriture
Les trois premières saisons ont été supervisées par Darren Star, les trois suivantes par Frank South et l'ultime saison a été chapeautée par le duo formé par Charles Pratt, Jr et Carol Mendelsohn. Une douzaine de scénaristes ont œuvré sur la première saison, qui a cherché le ton juste entre juillet 1992 et janvier 1993, date de l'introduction salvatrice du personnage d'Amanda Woodward. Ensuite, ce sont une dizaine de scénaristes qui ont signé les histoires, dont un socle d'auteurs relativement stable pour les saisons deux, trois et quatre, aux grandes heures de la série (Kimberly Costello, Dee Johnson, Allison Robbins en plus de Star, Pratt, South et Mendelsohn).
Darren Star a expliqué au magazine Entertainment Weekly qu'il lui était venu l'idée de sauver le personnage de Kimberly Shaw, après l'accident de voiture avec Michael, à la dernière minute. « Je détestais l'idée de perdre ce personnage. Je me suis dit: "Pourquoi ne pas juste l'oublier pour un moment?" Puis quand il a évoqué l'idée de la cicatrice, je crois que c'est Chuck Pratt qui m'a dit : "J'adore!" ». En revanche, les scénaristes ont revu leurs plans pour le final de la troisième saison. Avant d'envisager l'explosion de la résidence, ils avaient imaginé que Kimberly ferait chuter un avion sur la résidence, a expliqué Carol Mendelsohn. Outre la démesure de ce scénario, ils l'ont abandonné parce que, quelques mois plus tôt, un avion s'était crashé près de la Maison Blanche. Si les scénaristes se disent fiers de l'arc scénaristique autour de Jo et son bébé (saison 3), ils regrettent d'avoir donné un cancer à Amanda : « Hodgkins est une maladie sérieuse. Ce n'était pas un sujet drôle ».
Plusieurs scénarios ont été envisagés pour conclure la série au terme de sa septième saison, a révélé le journal Los Angeles Times en mai 1999. D'abord celui de faire un parallèle entre la résidence de Melrose Place et l'Enfer, en faisant revenir plusieurs personnages emblématiques décédés comme Kimberly, Sydney et Brooke mais cela aurait coûté trop cher à la production, a déclaré Aaron Spelling dans l'article. Cette idée a cependant fait l'objet d'un montage vidéo par un fan sur internet. Une réapparition de Kimberly a été envisagée mais les négociations n'ont pas abouti. Une actrice avait accepté de faire une apparition mais elle est tombée malade au moment du tournage. Ce n'est pas confirmé mais il s'agissait probablement de Courtney Thorne-Smith (Alison). Finalement, aucun ancien protagoniste de la série n'a fait son apparition dans l'ultime épisode. La seule allusion intervient dans la dernière scène, quand Amanda et Peter énumèrent les noms possibles de leurs futurs enfants, à l'exception de Kimberly.

## Tournage
La production tournait deux épisodes à la fois, comme le rapporte le reportage de Rolling Stone réalisé en 1994. C'est le moyen trouvé par la production pour accoucher de plus de trente épisodes par saison. C'est dix épisodes de plus que les séries habituellement diffusées par les réseaux américains. Les scènes filmées à l'extérieur laissent voir la façade originale du bâtiment du 4616 Greenwood Place à Los Angeles servant de décor principal à Melrose Place. Les scènes à l'intérieur de l'hacienda sont en général filmées en studio à Santa Clarita, au nord de Los Angeles.
Une bonne dizaine de réalisateurs se relayaient chaque saison pour diriger la trentaine d'épisodes. Charles Correll est de loin le principal metteur en scène de la série avec 47 épisodes à son actif sur toute la durée de production, loin devant les 27 épisodes dirigés par Chip Chalmers.
Les comédiens ont expliqué avoir eu des difficultés à interpréter des situations farfelues. La scène dans laquelle Kimberly enlève sa perruque et révèle une énorme cicatrice (Une revenante, saison 2) a posé des difficultés à Marcia Cross : « Rien de tout ça n'était appris dans un cours de comédie ». Dans une scène mémorable, Amanda découvre dans son bureau son ancien patron, Bruce, pendu à une corde (Rien ne va plus, saison 3). À la réalisatrice Victoria Hochberg qui lui demande de s'approcher du cadavre, Heather Locklear raconte avoir répondu : « Si je vois quelqu'un pendu, est-ce que je vais vraiment m'approcher de lui ? »
En raison de la grossesse de Heather Locklear qui ne pouvait être intégrée dans le scénario, les producteurs de Melrose Place ont avancé le tournage de la sixième saison de deux semaines et ont souvent filmé l'actrice en plan resserré. Une doublure a aussi été utilisée pour certaines scènes. Elle a également doublé son temps de tournage tandis que son temps à l'écran par épisode était réduit, ce qui lui a permis d'achever ses scènes à la mi-septembre 1997. Lisa Rinna (Taylor) était également enceinte durant le tournage de cette sixième saison, mais sa grossesse a été intégrée dans l'intrigue concernant son personnage. C'est également le cas de la grossesse de Josie Bissett (Jane) durant la septième saison.

## Décors

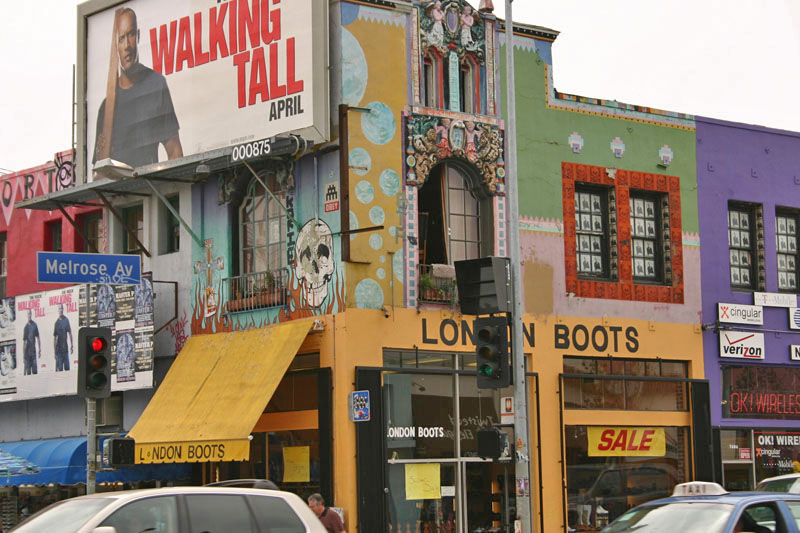
Melrose avenue

Deborah Siegel est la principale décoratrice de la série entre 1992 et 1998. Elle a notamment travaillé sur la série Les Colby avant d'être recrutée par la production de Melrose Place. « Chaque personnage a ses affaires et son propre style » a-t-elle déclaré au magazine Soap Opera Weekly en 1995, mais au sein de la résidence, il n'y avait en réalité que deux appartements qui étaient continuellement réorganisés pour les tournages.

## Costumes
Denise Wingate a réalisé les costumes de la série pendant sa période faste, entre 1992 et 1996. Elle a rejoint l'équipe pour l'épisode 14 de la première saison (Les Limites de la passion) et l'a quittée au terme de la quatrième saison (Obsession meurtrière). Dans une interview à The Pop Hub en 2017, elle raconte qu'elle profitait de la pause des fêtes de fin d'année pour dénicher de nouvelles tendances en Europe et en Asie : « C'était avant Internet, donc tout ce que je devais trouver, je le faisais de mes propres yeux ». Dans le même article, elle explique que l'arrivée du personnage d'Amanda a permis d'introduire des costumes moins « souples et conservateurs » et qu'elle a « adoré habiller Sydney juste pour l'absurdité de certains des costumes ».

### Le GALA Commitee
En 1995, la production a été contactée par l'artiste conceptuel Mel Chin qui lui propose qu'un groupe de travail d'artistes fournisse gratuitement des œuvres d'art et des accessoires pour les décors de la série, avec des messages culturels codés sur des sujets tels que la politique étrangère américaine, l'alcoolisme ou la politique sexuelle. Cette expérimentation a débuté en 1996, au cours de la quatrième saison, mobilisant une centaine d'artistes méconnus réunies dans une communauté baptisée le GALA Committee pendant finalement près de deux ans jusqu'au terme de la cinquième saison.
Dans un épisode de la cinquième saison de la série, Amanda (Heather Locklear) et Kyle (Rob Estes) visitent l'exposition Uncommon Sense au Museum of Contemporary Art de Los Angeles dans lequel des œuvres du Gala Committee sont exposées. Les artistes composent aussi des publicités exploitées dans l'agence fictive D&D ou des textiles (plaid, oreillers),.

### La résidence
Le 4616 Melrose Place est une résidence fictive située sur Melrose Avenue, une artère réelle de Los Angeles (Californie). Il s'agit d'un complexe de huit appartements organisé dans la forme d'un fer à cheval avec, au centre, une cour extérieure non couverte et une piscine chauffée. Le loyer d'un appartement de la résidence est de 700 dollars. Chaque appartement possède généralement une cuisine semi-ouverture sur le salon, une à deux chambres et une salle de bains.
La résidence est d'abord gérée par Jane et Michael Mancini pour le compte du propriétaire dont on ne sait pas grand-chose. Au terme de la première saison, Palmer Woodward rachète la résidence et la transmet aussitôt à sa fille, Amanda Woodward. À la fin de la septième saison, Amanda met en vente le complexe qui est acheté par sa rivale Lexi Sterling.
Les lieux sont endommagés par une explosion déclenchée par Kimberly à la fin de la troisième saison. D'importants travaux de rénovation interviendront au début de la quatrième saison. Amanda Woodward, la propriétaire, s'inquiète d'ailleurs de savoir si son assurance couvre les dégâts des bombes.

#### Les appartements
- No 1 (rez-de-chaussée) - Il a été occupé par Jake Hanson pendant la majeure partie de la série, d'autres personnes emménagent avec lui pendant un laps de temps (comme son frère Jess et Sydney). Dans la saison 5, Alison Parker habite avec lui jusqu'à ce qu'ils se séparent et qu'elle déménage à Atlanta. Quand Jake quitte Melrose, Taylor McBride y emménage jusqu'à ce qu'elle aille habiter avec Michael. Enfin, Michael Mancini lui-même emménage dans l'appartement quand il se sépare de Jane dans la saison 7.

- No 2 (rez-de-chaussée) - Il a été habité par Matt pendant la majeure partie du show. Au cours de la saison 5, sa nièce Chelesea emménage avec lui, ce qui suppose que l'appartement avait deux chambres. Cet appartement a été détruit au début de la saison 4 à la suite de l'explosion du complexe fomentée par Kimberly. Après le départ de Matt au début de la saison 6, Brett Cooper y a emménagé. Lorsque Brett se met en couple avec Megan, il autorise Lexi à s'installer pendant quelque temps. Lexi n'est pas restée très longtemps car Peter lui a offert un appartement situé à la Marina. Cet appartement sera ensuite occupé par Peter Burns rejoint par sa future femme Eve dans la saison 7. Plus tard, Eve y vivra seule quand Peter la quitte pour Amanda jusqu'à ce qu'elle retourne en prison.

- N° 3 (rez-de-chaussée) - Il a été occupé en majeure partie par Alison Parker, la principale protagoniste de la série. Ainsi cet appartement restera l'un des plus importants du feuilleton. Elle a vécu dans cet appartement avec sa colocataire Natalie Miller jusqu'à ce que Billy Campbell emménage à sa place à la suite de son départ surprise dans l'épisode pilote. Le couple a habité dans cet appartement jusqu'à leur séparation au début de la saison 3. Billy quitte ainsi cet appartement. Cet appartement a été détruit à la suite de l'explosion du complexe. Au début de la saison 4, Alison déménage pour aller habiter avec son nouveau mari Hayley Armstrong. Billy et sa nouvelle épouse Brooke Armstrong y emménagent, car cet appartement possède deux chambres. À la suite de la mort accidentelle de Brooke, Billy vivra seul jusqu'à ce que sa nouvelle petite amie Samantha Reilly emménage avec lui en début de saison 5. Billy et Samantha se séparent à la fin de la saison 6. Samantha quitte Los Angeles pour Tampa et Billy part vivre en Italie à la suite d'une promotion. L'appartement reste ainsi vacant jusqu'à ce que Jane emménage au cours de la saison 7 pour s'éloigner de Michael. Jane achète la maison de la plage, laissant cet appartement vacant lorsque la série prend fin.

- No 4 (étage) - Situé juste au-dessus de celui d'Alison, il était vacant au début de la saison 1 à la suite du départ de Sandy et n'ayant pas retrouvé de colocataire Rhonda Blair emménage dans ce grand studio qui est au départ un loft. À la suite de son mariage et de son départ en fin de saison 1 (qui n'est pas visible par les téléspectateurs), c'est Amanda Woodward qui décide de s'installer à la suite de l'acquisition du complexe par son père Palmer. Amanda décide d'apporter des travaux et ainsi de transformer le loft en T2. Au début de la saison 4 cet appartement est saccagé à la suite de l'explosion du complexe. Pour les Melrosiens, il s'agit de l'appartement le plus confortable (seul appartement disposant de la climatisation ou de moulures au plafond). Peter Burns puis Kyle McBride viennent tour à tour s'installer dans l'appartement à la suite de leurs relations avec Amanda. À la fin de la saison 7, Lexi Sterling rachète la résidence mise en vente par Amanda et récupère son appartement dont elle change complètement la décoration.

- No 5 (rez-de-chaussée) - Il a été occupé par Jane et Michael Mancini lorsqu'ils étaient mariés, à la fin de la saison 1 le couple finit par divorcer et Michael déménage. Sydney Andrews y a vécu brièvement avec sa sœur au début de la saison 2 mais elle finit par quitter cet appartement à la suite des machinations faites à sa sœur. Plusieurs amants de Jane se succèdent par la suite. Au début de la saison 4, Alison vient s'installer avec Jane pendant quelque temps à la suite du problème de cécité auquel elle doit faire face. À la fin de la saison 4, elle prend Samantha comme colocataire. Au milieu de la saison 5, Jane quitte Melrose et Samantha partage l'appartement avec Sydney mais très vite celle-ci l'expulse. Craig, le fiancé de Sydney vient s'installer avec elle. Les deux se marient plus tard mais Sydney est fauchée par une voiture et présumée morte. Craig vivra seul jusqu'à ce qu'il se suicide au milieu de la saison 6. Megan emménagera ensuite dans l'appartement jusqu’à la fin du feuilleton.

- No 6 (étage) - Il est d'abord habité par les colocataires Rhonda Blair et Sandy Harling. Sandy déménage à New York, tandis que Rhonda déménage dans l'appartement 4, permettant à Jo Reynolds d'emménager. Jake emménage avec elle brièvement au cours de la saison 2. Quand Rhonda vivait dans cet appartement, il y avait des fenêtres de chaque côté de la cheminée, mais dans le même épisode lorsque Jo emménage, les fenêtres se transforment mystérieusement en étagères. Quand Kimberly fait exploser la résidence, Matt viendra s'installer dans l'appartement. Lorsque Jo quitte la ville à la fin de la saison 4, Kyle McBride et Taylor McBride y emménagent jusqu'à ce qu'ils se séparent. Kyle reste seul jusqu'à ce qu'il emménage avec Amanda, le laissant occupé mais inutilisé jusqu'à ce que Jane Mancini le prenne pour un épisode à son retour. Ryan McBride y emménagera plus tard.

- No 7 (étage) - Il a hébergé Sydney au cours de la saison 2. Elle finira par quitter cet appartement au cours de la saison 4 pour aller habiter à la maison de la plage. Kimberly emménagera brièvement à sa place dans la foulée. Sydney reviendra dans l'appartement à la fin de la saison 4, au cours de la saison 5 elle quitte cet appartement pour aller habiter dans celui que Jane vient de libérer au rez-de-chaussée parce qu'il est plus grand. Nick, un ami de Kyle, vivra brièvement dans cet appartement puis Jennifer Mancini y emménage à la fin de la saison 6. Billy viendra s'installer dans l'appartement pour vivre son histoire avec Jennifer avant qu'ils quittent Los Angeles. Au cours de la saison 7, Ève emménagera puis au cours de la saison 7. Il restera vacant après son installation chez Peter dans le no 2.

- No 8 - Il compte une anomalie : les fenêtres et le balcon que nous voyons sur la façade du bâtiment réel, à l'entrée du complexe côté rue, ne sont pas montrés de l'intérieur. Le concierge de la résidence recruté par Amanda, Ted Ramsey, a emménagé ici pendant la saison 2, mais il a été expulsé la semaine suivante à cause de ses penchants pour le voyeurisme. Dans la saison 3, Billy s'installe ici pour s'éloigner d'Alison. Il partagera l'appartement avec Susan et surtout avec son épouse Brooke. Après leur séparation, Brooke conserve le studio jusqu'à son décès. Alison a brièvement occupé ce lieu, jusqu'à ce qu'elle déménage avec Jake dans la saison 5. Craig y a vécu brièvement et c'est ici qu'il a eu sa seule et unique aventure avec Amanda. Puis il s'installe chez Sydney, au no 5, à la fin de la cinquième saison.

#### La piscine et la buanderie
Un bassin en dur est situé au centre de la cour de la résidence. C'est une piscine chauffée, puisqu'Amanda décide de recruter un concierge à la suite d'un incident technique au cours de la deuxième saison (La Vipère). Les sœurs Andrews, Jane et Sydney, se sont battues dans cette piscine. Sydney portait la robe de mariée réalisée par Jane pour son mariage avec Michael (Marié malgré lui). Dans la troisième saison, Alison et son amant Zach - ivres - prennent un bain de minuit qui réveille toute la résidence (Justice aveugle). Lorsque Kimberly fait exploser la résidence, elle est projetée dans la piscine. Elle échappe à la noyade grâce à l'intervention de Peter (Folie furieuse). En revanche, toujours dans la saison 4, il n'y avait personne pour sauver Brooke Armstrong quand elle a glissé dans le bassin sous l'emprise de l'alcool (Désespoir 2/2). Le personnage fera une apparition fantomatique qui traumatise Billy (Vengeance diabolique). Dans la cinquième saison, Amanda pousse Peter Burns dans la piscine parce qu'il rentre ivre d'une soirée avec le couple McBride (Obsession). Enfin, lors d'une coupure d'électricité générale, Lexi Sterling s'offre un bain de minuit sous les yeux de Ryan (Panne de courant à Melrose Place). Dans l'ultime épisode de la série, Michael prétend que c'est l'eau de la piscine qui rend fou les locataires de la résidence. Au moment de sa diffusion en mai 1999, des bouteilles contenant l'eau de la piscine ont été mises aux enchères sur Ebay. Certaines offres ont dépassé 300 dollars.
La buanderie est principalement connue pour être l'endroit choisi par Kimberly pour entreposer des bombes sous chaque appartement de la résidence et préparer le mécanisme qui servira à activer l'explosion. Parfois, c'est aussi à cet endroit que des résidents se rencontrent et ont des conversations privées.

### Les autres décors
1. D&D : l'agence de publicité emploie principalement Alison Parker, Amanda Woodward et Billy Campbell. Au cours de la série, plusieurs personnages principaux sont recrutés de façon plus ou moins temporaires dont Brooke Armstrong, Samantha Reilly et Ryan McBride. D&D fait également appel aux talents de photographe de Jo Reynolds. La styliste Jane Mancini est l'une des clientes. En revanche, l'insolence de Jennifer Mancini fait échouer son entretien d'embauche avec Amanda. Amanda prend une première fois de prendre le contrôle de D&D avec la complicité de Peter Burns, qui investit fortement au capital de l'agence. Mais le diabolique médecin se retourne contre sa dulcinée et organise son renvoi pour usage de drogue. Elle est réintégrée après avoir démontré la machination. Peu de temps après, Alison Parker remporte une récompense pour son travail qui incite le conseil d'administration à lui confier la présidence de D&D. Folle de rage, Amanda conspire contre elle et se hisse à nouveau dans le fauteuil de présidente qu'elle conservera jusqu'à la fin de la cinquième saison. Si elle obtient un renouvellement de son contrat en jouant de ses charmes auprès de Craig Field, elle ne peut empêcher ce dernier de détourner les principaux clients de D&D avec l'appui de Sydney vers leur nouvelle agence commune, Sky High Advertising. La façade du bâtiment utilisé est celle des anciens bureaux de Spelling Entertainment situé au 5700 Wilshire Blvd, Los Angeles, Californie. Notons qu'au cours des saisons 1 et 2 des scènes extérieur sont tournés à cette adresse.
2. Shooters : le bar fictif dans lequel la bande se retrouve régulièrement se situe sur Melrose Avenue. La bière est la boisson la plus souvent consommée par les clients. L'établissement dispose d'un Jukebox et de tables de billard. Jake Hanson en devient le propriétaire en 1994 grâce à la récompense de 50 000 dollars qu'il touche du gouvernement américain pour l'arrestation de Palmer Woodward, le père d'Amanda[63]. Il emploie ponctuellement comme serveurs ses amis Sydney (sans emploi), Alison (après sa démission de l'agence D&D) et Matt (pour financer ses études de médecine). Puis il vend Shooters en 1997 afin d'ouvrir un restaurant[64]. Le bar est notamment la scène d'une altercation physique entre Jake et Billy Campbell, qui a eu une aventure d'un soir avec Amanda ; d'une tentative de meurtre contre Jake commanditée par son frère Jess ; d'un saccage réalisé en pleine nuit par Rikki, une relation de Sydney...
3. Wilshire Memorial Hospital : l'hôpital emploie les docteurs Michael Mancini, Peter Burns, Kimberly Shaw et Brett Cooper, ainsi que l'infirmier puis étudiant en médecine Matt Fielding. C'est dans ses couloirs que ce dernier arrache la perruque de Kimberly et que Peter tente d'assassiner Amanda en faisant croire qu'elle est victime d'une appendicite aiguë.
4. Key Beacon design studio: c'est le studio de design dans lequel Jane travaille qui peut être vu tout au long de la première saison, et où ils organisent sa fête d'anniversaire dans l'épisode de la saison "Peanut Butter and Jealousy". Le bâtiment utilisé pour le tournage est situé au 18820 Pacific Coast Hwy, Malibu CA.
5. La maison de la plage: il s'agit du domicile permanent de Michael Mancini après son divorce de Jane. Il y réside successivement avec Sydney, Kimberly et Megan. Amanda y est brièvement hébergée alors qu'elle souffre d'un cancer. Puis cette maison est occupée par Jane et Kyle à la fin de la série. C'est dans la salle de bain que Kimberly révèle une cicatrice à la tête, dissimulée par une perruque. C'est dans le salon qu'elle provoque l'accouchement de Jo Reynolds pour ensuite lui voler son bébé. Ici également que Jennifer Mancini, la sœur de Michael, fait sa toute première apparition dans la série.
6. Escapade: Les façades des deux bâtiments utilisés pour représenter les bureaux du magazine Escapade ou Billy va tenir un poste de rédacteur sont les deux tours Century Plaza Tower. L'adresse est 2029 Century Park East Century Plaza Towers, Suite 400N, Los Angeles. Aussi les deux bâtiments seront utilisés lors de la saison 2, et le début de la saison 3.
7. L'appartement de la marina d'Amanda: dans la seconde partie de la saison 1 Amanda n'habite pas encore à Melrose Place, aussi son appartement est situé à la marina. Billy va habiter temporairement avec celle-ci . La façade du bâtiment utilisée par la production et ou des scènes extérieures sont tournées notamment lorsque Billy se débarrasse de son vieux fauteuil se situe au 4265 Marina City Drive, Marina Del Ray, CA.
8. The Pretty Lady Boat:c'est le bateau ou vit le petit ami de Jo, Reed, à sa mort Jack Hanson l’achètera. Il servira de décor à une grande partie de la saison 2 et du début de la saison 3. Une des scènes marquantes de la série sera tournée il s'agira de la mort de Reed .assassiné par Jo dans le cadre de la légitime défense. Le bateau fut amarré à l'adresse suivante, 2911 Victoria Avenue, Oxnard, CA.
9. Jane Mancini Design:c'est là que se trouve la boutique de design de Jane pendant les saisons deux et trois. La façade du bâtiment utilisé se situe au 310 E. 3rd St, Los Angeles CA.
10. Le manoir de Hayley Armstrong: le manoir loué par la production qui servira de demeure a la puissante famille Armstrong est situé au 20181 Northridge Rd, Chatsworth CA. C'est la maison de Hayley et Brooke Armstrong, qui est vue dans divers épisodes au cours des saisons trois et quatre.
11. La maison de Peter Burns: La maison louée par la production qui servira de demeure au Dr Pete Burns pendant la saison 4 est situé au 2734 Edwin Pl, Los Angeles CA. Kimberly vivra dans cette maison aussi au début de la saison 4.
12. Kyle's / Upstairs : les époux Taylor et Kyle McBride ouvrent un restaurant à Los Angeles, Kyle's, en 1996[65]. Ce dernier est le chef cuisinier de l'établissement. Le couple en possède un autre à Boston[66]. Sydney y travaille temporairement comme serveuse. En 1997, en partenariat avec Amanda Woodward, Kyle ouvre un club de jazz à l'étage, Upstairs[67]. Jennifer Mancini et Megan Lewis sont ponctuellement employées comme serveuses.
13. La seconde maison de Peter Burns: la maison louée par la production qui servira de demeure au Dr Peter Burns pendant la saison 5 est situé au 2261 Victoria Ave, Oxnard CA. C'est là que Peter vit pendant la saison cinq, lorsque Taylor et Michael tentent de lui faire croire qu'il souffre d'épilepsie.
14. Amanda Woodward Advertising (AWA): au cours de la sixième saison, Amanda bâtit sa propre agence publicitaire, Amanda Woodward Advertising (AWA). Elle entre en concurrence avec celle de Lexi Sterling. Puis fait faillite après la destruction d'un film publicitaire onéreux à la fin de la septième saison.

## Générique
La musique du générique a été composée par Tim Truman. Une version longue (1'30) a été utilisée pour les deux premières saisons. Une version courte (1'02) a été utilisée pour les cinq saisons suivantes. Un générique différent a été utilisé exclusivement pour l'épisode pilote diffusé en 1992, composé par Jay Ferguson.
Le générique présente les comédiens réguliers par ordre alphabétique, à l'exception de Heather Locklear qui figure à la fin avec la mention permanente « Special Guest Star » traduite en français par « Avec la participation de ». Cette mention distingue la comédienne dont l'arrivée a coïncidé avec une hausse des audiences aux États-Unis. Entre 1992 et 1999, ce sont 23 comédiens différents qui ont été crédités au générique. Thomas Calabro est le seul à figurer au casting des sept saisons. Amy Locane est celle qui y a figuré le moins longtemps (13 épisodes). Deux comédiens réguliers n'ont jamais figuré au générique, Patrick Muldoon (35 épisodes) et Rena Sofer (25 épisodes).

## Melrose Place: Nouvelle Génération
Cette série composée d'une seule saison de 18 épisodes est un remake de Melrose Place mettant en scène cinq protagonistes de la série originale, :
- Thomas Calabro : Dr Michael Mancini (9 épisodes)
- Laura Leighton : Sydney Andrews (7 épisodes)
- Heather Locklear : Amanda Woodward (8 épisodes)
- Daphne Zuniga : Jo Reynolds (2 épisodes)
- Josie Bissett : Jane Andrews (2 épisodes)

La participation de Courtney Thorne-Smith et Grant Show a été évoquée sans être concrétisée. Marcia Cross a expliqué ne « pas avoir une minute à [elle] » pour faire une apparition dans la série. En septembre 2008, Lisa Rinna révélait le projet Melrose Place 2.0 et voulait en faire partie. Elle n'y a finalement jamais participé.

## Revival 2024
En avril 2024, un autre redémarrage de la série est annoncé comme étant en développement aux studios CBS, écrit par Lauren Gussis. Heather Locklear, Laura Leighton et Daphne Zuniga sont attachées au projet afin de reprendre leurs rôles de la série originale.   

## Réception

### Audiences
Les quatre premières saisons de la série attirent en moyenne près de 13 millions d'Américains avec des pics à plus de 19 millions de téléspectateurs, ce qui constitue un succès important pour le relativement jeune et modeste réseau de diffusion FOX,. Recevant des critiques généralement positives pour ses deuxième et troisième saisons, la série a notamment été classée dans plusieurs listes établies par des magazines spécialisés,. Les audiences ont commencé à chuter à la mi-temps de la quatrième saison, elle se sont stabilisées durant la cinquième et ont dégringolé ensuite. Le départ du créateur de la série Darren Star à la fin de la saison 3 et progressivement de la majorité des acteurs originaux entre les saisons 5 et 6 a été un coup dur.
| Saison     | Rang | Taux 18-49 ans | Audience moyenne | Audience 1er épisode | Audience finale |
| ---------- | ---- | -------------- | ---------------- | -------------------- | --------------- |
| 1) 1992–93 | #112 | 7.0            | 11.9 millions    | 16 millions          | 13.2 millions   |
| 2) 1993–94 | #50  | 10.3           | 14.8 millions    | 14.7 millions        | 19.3 millions   |
| 3) 1994–95 | #57  | 9.8            | 14.1 millions    | 16 millions          | 15.6 millions   |
| 4) 1995–96 | #61  | 9.3            | 13.2 millions    | 16 millions          | 11 millions     |
| 5) 1996–97 | #58  | 8.5            | 11.8 millions    | 11.9 millions        | 11.8 millions   |
| 6) 1997–98 | #65  | N/A            | 10.2 (millions)  | 10.7 millions        | 7.9 millions    |
| 7) 1998–99 | #95  | N/A            | 8.4 millions     | 9 millions           | 10.3 millions   |

### Récompenses et nominations
Heather Locklear a été nommée quatre fois consécutives à la cérémonie des Golden Globe, de 1994 à 1997, dans la catégorie meilleure actrice dans une série dramatique pour le rôle d'Amanda Woodward. Laura Leighton a été nommée une fois à la cérémonie des Golden Globe en 1995 dans la catégorie meilleure actrice de second rôle dans une série dramatique pour le rôle de Sydney Andrews. Melrose Place a reçu le prix de la meilleure série décerné par la Gay & Lesbian Alliance Against Defamation en 1993. La même année, elle a reçu le trophée de la meilleure nouvelle série dramatique aux People's Choice Awards.

### Critiques
D'abord accueilli de façon mitigée par la critique américaine et française, la série a changé de ton à partir de la deuxième saison et s'est imposé comme un programme populaire.
En juillet 1992, le magazine Time estime que « jusqu'à présent, Melrose Place ne puise dans rien de plus que des intrigues usées de The Young and the Restless ». De son côté, PopMatters écrit que « les vêtements et les dialogues sont ridicules et l'ironie absente ». Le quotidien français Le Monde constate au visionnage des premiers épisodes que Melrose Place « véhicule avant tout les valeurs américaines. Pas question de mettre à l'écran des jeunes gens mauvais. En revanche, on nous fait régulièrement comprendre qu'ici on ne fume pas, on ne se drogue pas, on boit très modérément, on soigne son corps et son hygiène. Dans ce petit coin de paradis, miroir de l'Amérique tout entière, on ne plaisante pas avec la morale ».
Cela ne va pas durer. « Surprise! Surprise! La série est passée d'une horreur absolue à un soap-opéra décent qui fait parfois encore mieux que ce genre de feuilleton » juge Deseret News. Un « incontournable » ajoute Entertainment Weekly. En mai 1994 (saison 2), alors que le show est à son apogée, les cinq actrices principales Heather Locklear, Courtney Thorne-Smith, Laura Leighton, Josie Bissett et Daphne Zuniga font la une du très réputé magazine Rolling Stone. Le titre du reportage n'a rien d'ironique : « Melrose Place est un vraiment une bonne série » (« Melrose Place is a really good show »). People Magazine fait également sa couverture sur la « Melrose Mania » en février de la même année.
Le 6 juin 1998, alors que débute la diffusion de la cinquième saison sur TF1 en France, le quotidien Le Parisien écrit à propos de la série : « De trahisons en meurtres, de schizophrénie en amnésie, elle fait même de plus en plus fort ! C´est invraisemblable, abracadabrant, mais, à flirter ainsi avec le ridicule, Melrose Place est bizarrement devenue beaucoup plus divertissante ». Également en juin 1998, Oriane Charpentier écrit dans le magazine Télérama : « On a beau être lucide sur tous les petits ridicules de cette série, elle nous manquait ». Toutefois, aux États-Unis, dès la quatrième saison, les critiques sont moins élogieuses. Entertainment Weekly raille les tenues « pseudo-rétro de Sydney », les « histoires de fantômes stupides » autour de Brooke Armstrong et « les actes fiscaux incolores » de Bobby Parezi.

### Impact populaire
Tandis que la série est en production, un guide officiel, écrit par un collaborateur régulier du magazine Rolling Stone David Wild, est publié le 1er septembre 1995 sous le titre The Melrose Place Official Companion. L'ouvrage est préfacé par le producteur exécutif Aaron Spelling. En octobre 1995, le magazine Entertainment Weekly publie une édition spéciale Melrose Place titrée The Ultimate Viewer's Guide. Toujours en 1995, la comédie en tête des audiences américaines Seinfeld consacre un épisode entier (The Beard) de sa sixième saison au plaisir coupable procuré par Melrose Place : le personnage principal, qui nie être un fan de la série, passe au détecteur de mensonges. Au cours des quatrièmes et cinquièmes saisons, la série était sponsorisée notamment par la marque Polaroid, comme l'indique cette publicité créée pour la cinquième saison.
Lorsque la série s'arrête en mai 1999, de nombreux objets de décor ont été vendus aux enchères sur le site internet américain d'Amazon en partenariat avec les sociétés Spelling Television et Artists Direct. Le journal New York Post rapporte à l'époque que les objets ayant un lien avec Amanda Woodward connaissent le plus de succès, citant sa tête de lit et une couverture style léopard, de même que la robe de mariée portée par Sydney Andrews au moment de sa mort accidentelle ainsi que trois des fameuses portes vertes de la résidence. Une recette de plus de 100 000 dollars était attendue et devait être reversée à des œuvres de charité. Plus original, des bouteilles en plastique contenant de l'eau de la piscine de Melrose Place ont été écoulées sur le site internet américain d'Ebay. Elles avaient été offertes par la production avant la diffusion de l'épisode final, notamment à des journalistes. Les enchères ont dépassé 300 dollars.
Avec le temps, la série est devenue culte. Le magazine Vulture considère que la troisième saison de Melrose Place fait partie des séries qui ont contribué à faire de la saison 1994-1995 l'une des plus influentes de la télévision américaine (avec Friends, Urgences, Seinfeld et Angela 15 ans). En 2009, TV Guide classe le 28e épisode de la saison 2 à la 85e place des 100 plus grands épisodes de fiction de ces 30 dernières années. En 2010, Entertainment Weekly classe le personnage d'Amanda Woodward à la 81e place des 100 plus grands personnages de fiction de ces 20 dernières années. En 2013, TV Guide classe Amanda Woodward à la 60e place des plus grands antagoniste du petit écran. En 2016, Rolling Stone classe le personnage d'Amanda Woodward à la 20e place des 40 plus grands antagonistes de fiction de ces 20 dernières années, enfin le magazine Complex place le personnage à la 7e place de sa liste des 25 plus grands antagonistes de tous les temps. En 2012, à l'occasion du vingtième anniversaire du lancement de Melrose Place, le site internet français Allociné met à l'honneur « les garces » de la série sous le titre « 100 % culte ». De son côté, le magazine américain Entertainment Weekly réunit la plupart des acteurs principaux pour une séance photos et recueille leurs souvenirs.

## Procès
En 1996, l'actrice Hunter Tylo est recrutée par la production de Melrose Place et décide de quitter le feuilleton Amour, gloire et beauté. Or, elle est renvoyée de Melrose Place par le producteur Aaron Spelling avant même d'avoir tourné un seul épisode, après avoir annoncé qu'elle était enceinte. Le personnage qu'elle devait jouer, Taylor McBride, a été confié à une autre actrice, Lisa Rinna. Tylo, qui est rapidement réintégrée dans Amour, gloire et beauté, attaque Spelling en justice pour discrimination et gagne 4,8 million $ devant un jury de Los Angeles. Spelling a expliqué que la grossesse de Tylo n'était pas compatible avec le personnage de séductrice qu'elle devait jouer. Lors du procès, Tylo a rendu publiques des photos d'elle montrant qu'elle avait gardé une silhouette fine pendant sa grossesse. Par ailleurs, la star de la série, Heather Locklear, tombé enceinte dans la période située entre le licenciement et le procès, a témoigné du fait que la production avait fait appel à une doublure pour une dizaine de prises. L'affaire est largement reconnue pour avoir établi le droit d'une actrice à continuer de travail pendant une grossesse d'après le magazine américain Time, qui rappelle que Tylo était défendue par la célèbre avocate Gloria Allred, spécialisée dans les droits des femmes.

## Censure
En 1994, dans le double épisode final de la deuxième saison, le personnage homosexuel Matt Fielding devait embrasser à l'écran l'un de ses amants. La scène a été tournée et a été coupée à la demande des responsables de la chaîne FOX, a expliqué le producteur Darren Star dans un entretien donné au magazine Variety en 2015 : « C'était une direction dont ils ne voulaient pas. Il y a vingt ans, c'était interdit. [...] Les chaînes de télévision ont toujours été archaïques et craintives à l'idée de montrer la sexualité. Cela a longtemps été leur principal tabou ». Il a confirmé lors d'une interview à The Hollywood Reporter en 2017 que la scène a été filmée: « Nous n'allions pas nous censurer nous-mêmes ». À l'écran, si le baiser n'apparaît, il est suggéré par un mouvement physique de Matt Fielding vers son amant et par la réaction de Billy Campbell, témoin de la scène depuis la fenêtre de son appartement.

## Retrouvailles
- La série à succès Sex and the City (1998) a été créée par Darren Star. On retrouve à son générique l'actrice Kristin Davis qui jouait la capricieuse Brooke Armstrong.
- Charles Pratt Jr. a produit les deux premières saisons de Desperate Housewives, dans laquelle trois acteurs principaux de Melrose Place apparaissent : Doug Savant (Tom Scavo), Marcia Cross (Bree Van de Kamp) et John Haymes Newton.
- La productrice Carol Mendelsohn est l'un des showrunners de la série Les Experts: Miami dans laquelle Laura Leighton fait une brève apparition[119].
- Heather Locklear, Marcia Cross et Alyssa Milano ont joué ensemble dans un épisode de Spin City[120],[121].
- Josie Bissett et Jack Wagner ont joué ensemble dans les téléfilms "En route vers le mariage"[122].
- Daphne Zuniga et Grant Show ont joué ensemble dans un épisode de Beautiful People[123].
- En décembre 2012, pour le 20e anniversaire du lancement de Melrose Place, le magazine américain Entertainment Weekly réunit neuf acteurs principaux des cinq premières saisons pour une séance photos et recueille leurs souvenirs de tournage. Heather Locklear, Josie Bissett, Marcia Cross, Laura Leighton, Doug Savant, Grant Show, Andrew Shue, Courtney Thorne-Smith et Daphne Zuniga se retrouvent tous ensemble pour la première fois depuis 1997[124]. Manque Thomas Calabro, le seul acteur présent pendant toute la durée de la série.
- Le 28 avril 2020, pendant le confinement imposé par la pandémie de Covid-19, l'émission The Stars in the House diffusée sur YouTube rassemble virtuellement, par visioconférence, dix des acteurs principaux de la série. Heather Locklear, Josie Bissett, Thomas Calabro, Marcia Cross, Laura Leighton, Doug Savant, Grant Show, Andrew Shue, Courtney Thorne-Smith et Daphne Zuniga évoquent des souvenirs de tournage[125]. Les retrouvailles ont été organisées par Laura Leighton et Marcia Cross, ont expliqué les animateurs de l'émission Seth Rudetsky et James Wesley. Locklear, qui vient de célébrer sur Instagram un an de sobriété[126], admet que ce serait "fun" de retrouver le personnage d'Amanda[127].

## Vies privées
Andrew Shue (Billy) et Courtney Thorne-Smith (Alison) sont réellement sortis ensemble pendant le tournage des toutes premières saisons. Laura Leighton (Sydney) et Grant Show (Jake) ont eu une relation de plus de trois ans qui a été intégrée au scénario de la saison trois. Ils ont rompu puis, en 1998, Leighton a épousé un autre comédien rencontré sur le plateau, Doug Savant (Matt). Show aurait eu une aventure avec Thorne-Smith, d'après le producteur Charles Pratt Jr. Josie Bissett (Jane) et Rob Estes (Kyle) étaient réellement mariés à l'époque où ils jouaient dans la série. Leur romance a été utilisée dans les derniers épisodes de la septième saison. Huit ans après la fin de la série dont ils étaient un couple phare, de 2007 à 2011, Heather Locklear (Amanda) et Jack Wagner (Peter) ont eu une relation et ont été brièvement fiancés.